# Chocolat

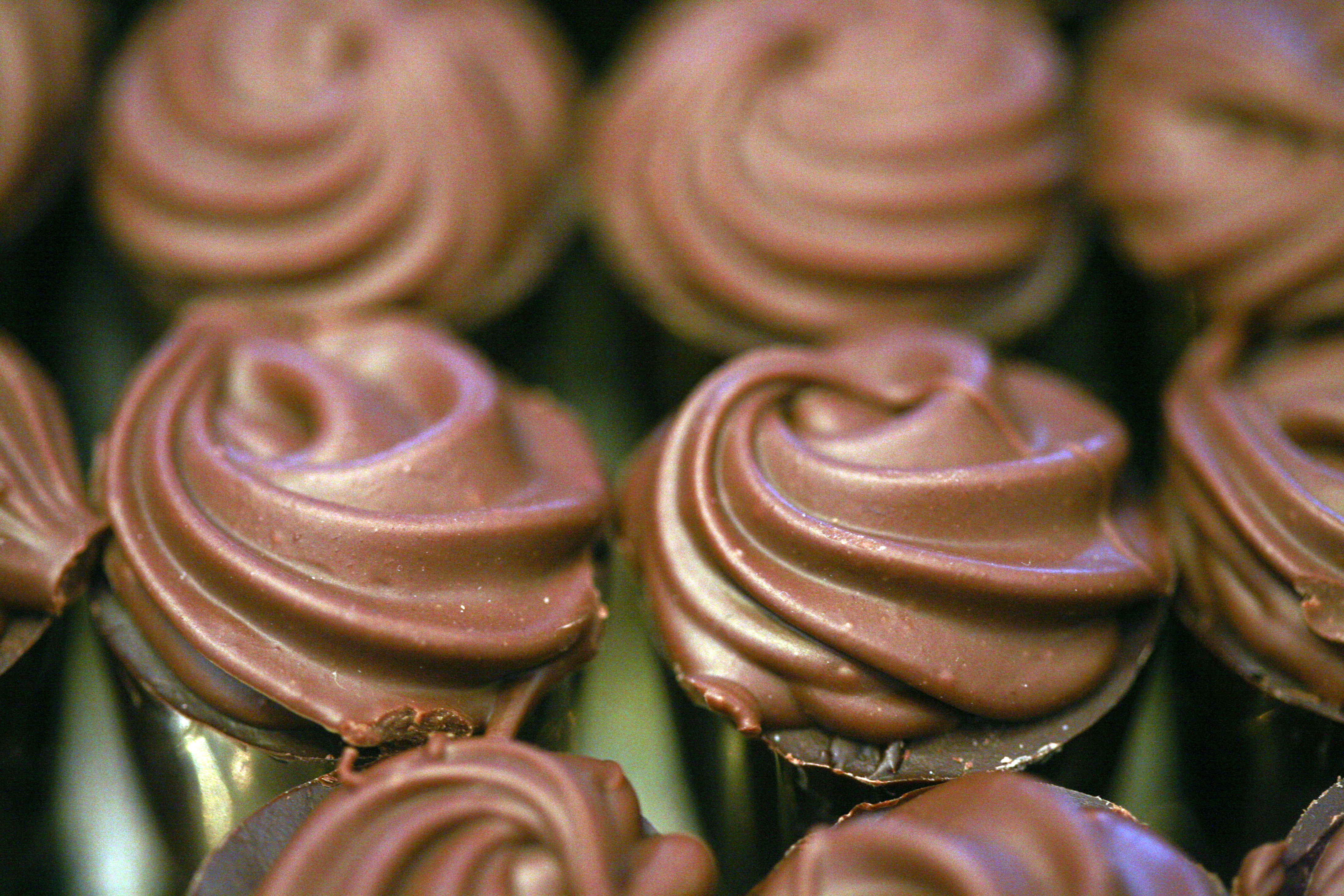
Bouchées avec ganache.

Vous lisez un « bon article » labellisé en 2009.
Pour les articles homonymes, voir Chocolat (homonymie).
Le chocolat [ ʃo.ko.la], terme d'origine mésoaméricaine, est un aliment plus ou moins sucré produit à partir de la fève de cacao. Celle-ci est fermentée, torréfiée, broyée jusqu'à former une pâte de cacao liquide dont est extraite la matière grasse appelée beurre de cacao. Le chocolat est constitué du mélange, dans des proportions variables, de pâte de cacao, de beurre de cacao et de sucre ; auxquels sont ajoutées éventuellement du lait, des épices (comme la vanille), des matières grasses végétales, du caramel ou des fragments de fruits.
Consommé initialement sous forme de xocoatl (boisson épicée) au Mexique et en Amérique centrale, le chocolat se démocratise avec la révolution industrielle. Au XVIe siècle, il est consommé sous forme solide (chocolat noir ou au lait) ou liquide (chocolat chaud). Le chocolat se retrouve dans de nombreux desserts tels que les confiseries, biscuits, gâteaux, crèmes glacées, tartes, et boissons.
Offrir du chocolat, moulé de différentes manières, est devenu traditionnel lors de certaines festivités : œufs, lapins, poules, cloches, et petites figurines de poissons ou fruits de mer à Pâques, pièces de monnaie pour Hanoucca, truffes pour Noël, cœurs pour la Saint-Valentin, ou les traditionnelles marmites de la fête de l'Escalade en Suisse dans le canton de Genève.

## Étymologie

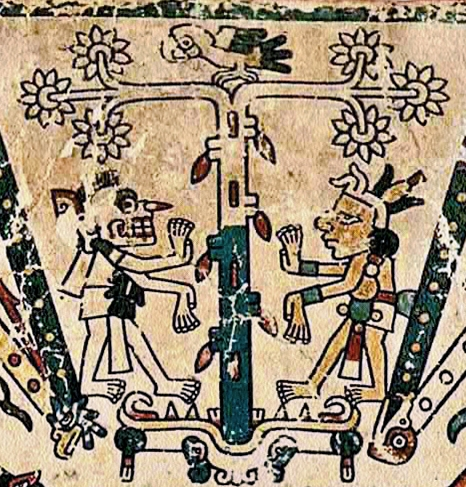
Extrait de la première page du Codex Fejérváry-Mayer, montrant le cacaoyer.

Le substantif masculin chocolat est un emprunt,, à l'espagnol chocolate,,,, substantif masculin attesté vers 1580 chez Francisco Hernández et lui-même emprunté, au nahuatl,,, qui est une combinaison des mots xocolli (signifiant « acide », ou « amer ») et atl (qui veut dire « eau »),,.
Le philologue mexicain Ignacio Davila Garibi suggère que les Espagnols ont inventé ce mot en associant le terme chocol et en remplaçant le mot maya haa (signifiant « eau ») par le terme nahuatl atl. Cependant, il semble plus probable que les Aztèques eux-mêmes inventèrent le mot, ayant adopté depuis longtemps en nahuatl le mot maya pour la fève de cacao. En effet, les Espagnols eurent peu de contact avec les Mayas avant que Cortés rapporte au roi d'Espagne une boisson chocolatée connue sous le nom de xocolatl. Wiliam Bright relève que le mot xocoatl n'apparaît pas au début de la langue espagnole ou dans les sources coloniales Nahuatl. Le verbe maya  chokola'j , qui signifie « boire du chocolat ensemble », a aussi été proposé comme origine possible.
Dans une étude controversée, les linguistes Karen Dakin et Søren Wichmann (en) remarquent que dans de nombreux dialectes nahuatl, le nom est plutôt chicolatl que chocolatl. De plus, de nombreuses langues parlées au Mexique (telles que le popoluca (en), le mixtèque, le zapotèque) et même aux Philippines, ont emprunté cette version du mot. Le mot chicol-li fait référence à des ustensiles de cuisine, toujours utilisés dans certaines régions. Depuis que le chocolat a été servi, à l'origine dans des cérémonies, avec des fouets individuels, Dakin et Wichmann considèrent qu'il semble assez probable que la forme d'origine du mot était chicolatl, ce qui pourrait signifier « boisson battue ». En effet, dans plusieurs régions du Mexique, chicolear signifie « battre, remuer ».

## Histoire

### Amérique précolombienne
| |  |  |
| À gauche, les cabosses d'un cacaoyer. À droite, un cultivateur extrait d'une cabosse les fèves entourées de mucilage. |  |  |

Originaire du bassin amazonien, le cacaoyer, produisant les fèves de cacao utilisées pour la fabrication du chocolat, est cultivé depuis plus de 3500 ans dans cette région et dans l'actuel Mexique.
La plus ancienne preuve de l'utilisation des fèves de cacao se situerait entre 1100 et 1400 av. J.-C.. En effet, l'analyse chimique de résidus de récipients trouvés sur le site de fouilles de Puerto Escondido, au Honduras, indique qu'à cette époque, le mucilage entourant les fèves sert à la fabrication d'une boisson fermentée consommée lors de cérémonies publiques ou autres rituels,, mais qui n'est pas encore comparable à la boisson chocolatée non alcoolisée fabriquée plus tard par la majorité des peuples mésoaméricains.

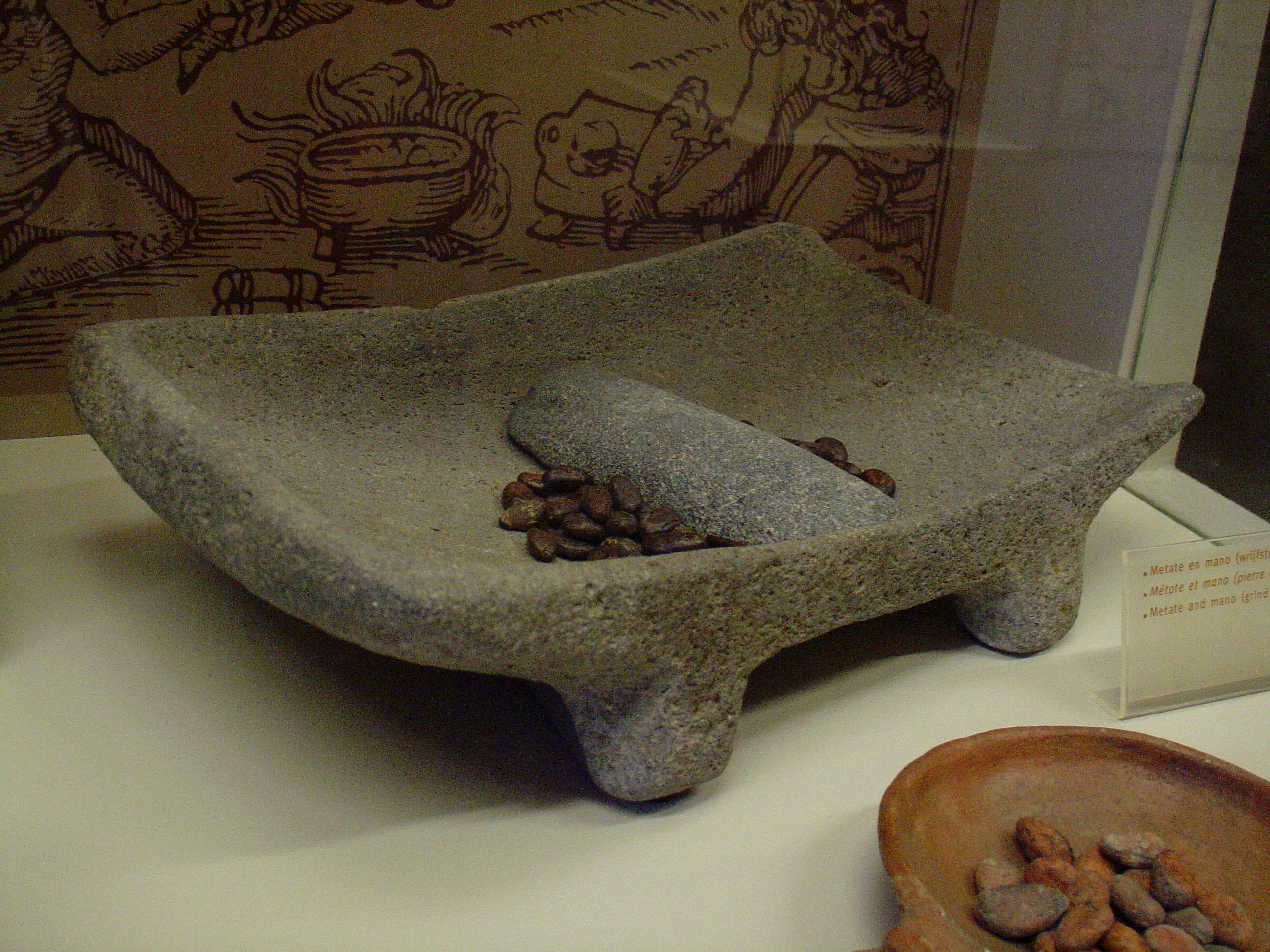
Le metate, la meule traditionnelle permettant le broyage des fèves (musée du chocolat de Bruges).

Les Mayas attribuent la découverte du chocolat aux dieux,, et l'associent à leur dieu de la fertilité. Ils cultivent le cacaoyer et le considèrent comme un produit de luxe. Les fèves de cacao qu'ils en extraient sont grillées, broyées sur le metate, puis mélangées à de l'eau et de la farine de maïs pour fabriquer une boisson chaude, mousseuse, amère et rougeâtre nommée kakaw,,,. Elle est souvent aromatisée avec de la vanille, du piment et du roucou,. Des documents rédigés en caractères mayas, ainsi que des récipients retrouvés lors des fouilles, attestent que le chocolat est utilisé par les Mayas notamment au début de la période classique (460 – 480 av. J.-C.), et aussi bien au cours de cérémonies que dans la vie quotidienne. Le chocolat semble peu présent dans l'art maya primitif, mais il le devient au VIIIe siècle,. Quand ils ne troquent pas le tabac, le maïs et les vêtements, les Mayas utilisent comme monnaie du tissu, des pierres vertes ou les fèves fermentées séchées du cacao. Les comptes des colons espagnols du XVIe siècle montrent qu'à cette époque, les colons payent eux-mêmes des travailleurs mayas avec des fèves de cacao. 
Les Aztèques associent le chocolat à Xochiquetzal, la déesse de la fertilité. Leur boisson, le xocoatl, similaire au kakaw maya, permet selon eux de lutter contre différentes affections, dont la fatigue. Cette croyance découle probablement de la teneur en théobromine du produit. Le chocolat est aussi utilisé par les Aztèques dans leur cuisine. Les rois et les notables accompagnent ainsi leur viande de mole poblano, première recette salée associant le cacao comme épice, et consomment à la fin des repas ce xocoatl en tant que boisson froide. D'autres boissons et préparations chocolatées s'associent avec des aliments tels que le gruau de maïs (qui joue le rôle d'émulsifiant). Ainsi le peuple épice son atole avec des fèves de cacao pour consommer une sorte de purée, le champurrado ou l'iztac ātōlli.
Tous les territoires où poussent des cacaoyers, s'ils sont conquis par les Aztèques, doivent leur verser les fèves de cacao comme taxe, ou comme tribut,.

### Arrivée en Europe (XVIesiècle)
« Détestable pour ceux qui n'ont pas l'habitude d'en consommer, tout en ayant une mousse ou une écume qui a très mauvais goût. Oui, c'est une boisson très estimée parmi les Indiens, dont ils régalent les nobles qui traversent leur pays. Les Espagnols, hommes et femmes, qui sont habitués au pays, sont très friands de ce chocolat. Ils disent qu'ils en font différents types, certains chauds, certains froids, certains tempérés, et mettent dedans beaucoup de ce « piment » ; ils en font une pâte, laquelle, disent-ils, est bonne pour l'estomac et pour lutter contre le rhume. »

— Premières impressions de José de Acosta, missionnaire jésuite espagnol à la fin du XVIe siècle, à propos du chocolat.
Jusqu'au XVIe siècle, le cacaoyer reste inconnu en dehors de l'Amérique centrale ou l'Amérique du Sud,. En 1494, Christophe Colomb jette par-dessus bord les fèves qu'il avait reçues des Amérindiens. Il les aurait prises pour des crottes de chèvre. C'est donc plus tard, en juillet 1502 sur l'île de Guanaja, qu'il découvre pour la première fois la boisson chocolatée.
Les colons espagnols n'apprécient cette boisson amère et épicée que lorsque les religieuses d’Oaxaca l'édulcorent et l'aromatisent avec du miel, du sucre de canne, du musc et de l’eau de fleur d'oranger.
Ce n'est qu'à partir de la conquête des territoires aztèques par les Espagnols que le chocolat est importé en Europe, où il devient rapidement très prisé à la cour d'Espagne. Hernán Cortés découvre le breuvage chocolaté en 1519. Il est le premier (en 1527) à en rapporter à ses maîtres d'Espagne. La première expédition commerciale pour l'Europe (entre Veracruz et Séville) daterait des environs de 1590. Le chocolat est alors toujours servi comme boisson, mais les Européens y ajoutent progressivement du sucre de canne et du lait pour en neutraliser l'amertume naturelle, et remplacent le piment par de la vanille, suivant une élaboration préparée à l'abbaye de Piedra. Pour faire face à la forte demande pour cette nouvelle boisson, les armées espagnoles commencent à réduire en esclavage les Mésoaméricains pour produire le cacao ; une activité économique à part entière se développe. Cependant, ce produit d'importation reste très cher et seuls les membres de la famille royale et les initiés peuvent en boire. En parallèle, dans le Nouveau Monde, la consommation de cacao est très répandue chez les missionnaires et les conquistadores. Deux développements permettent de réduire encore le prix : la généralisation de la culture de la canne à sucre dans les colonies et l'utilisation de main-d'œuvre africaine dans ces exploitations.
Au XVIIe siècle, le chocolat devient un produit très apprécié de l'aristocratie et du clergé espagnols puis gagne en popularité à mesure qu'il devient disponible dans toute l'Europe.

### Expansion et premières transformations (XVIIesiècle)

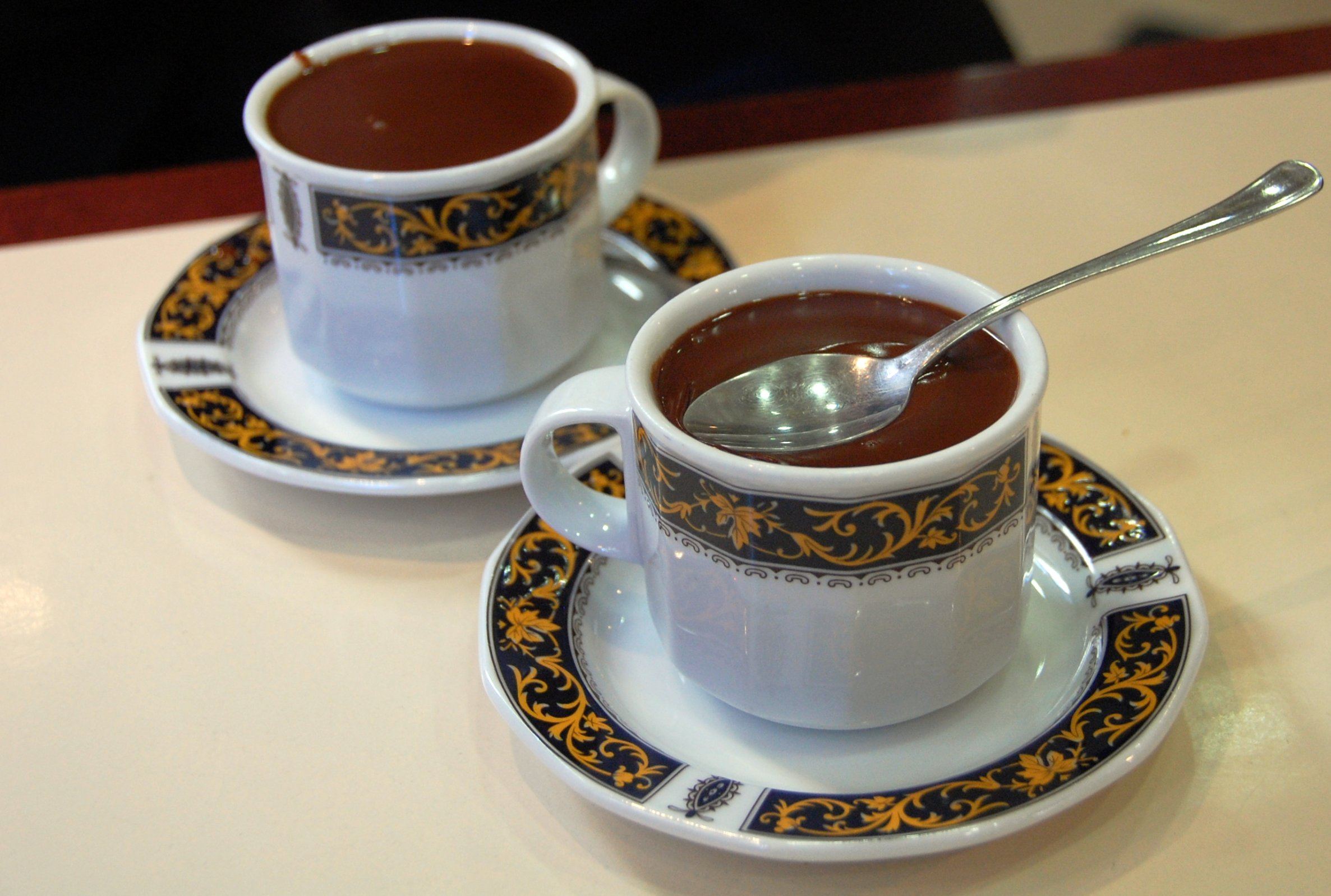
Le chocolat à boire se fait connaître en Europe au cours du XVIIe siècle.

En 1606, le négociant italien Francesco Carletti voyage dans les Indes occidentales et en Espagne, et découvre le chocolat, qu'il décide d'introduire en Italie. Entre 1600 et 1650, le chocolat va ensuite arriver en Allemagne, en Suisse, en France et en Belgique.
La France découvre le chocolat à Bayonne en 1615, à l'occasion du mariage d'Anne d'Autriche, fille du roi d'Espagne Philippe III, avec le roi de France Louis XIII,. Mais c'est Louis XIV et son épouse Marie-Thérèse d'Autriche qui font entrer le chocolat dans les habitudes de la cour du château de Versailles, la reine se faisant préparer le chocolat « à l'espagnole » par ses servantes. La boisson, servie uniquement à la cour du roi, est consommée chaude, comme le café. Elle reçoit un encouragement officiel de la part des médecins comme Nicolas de Blégny qui, après avoir jugé la boisson néfaste, en vantent les bienfaits. La marquise de Sévigné, quant à elle, dit du chocolat dans ses Lettres qu’« il vous flatte pour un temps, et puis il vous allume tout d'un coup une fièvre continue ». À partir de 1659, David Chaillou, premier « chocolatier » français reconnu par Mazarin, incorpore le chocolat à la pâte de ses gâteaux et biscuits.
Le chocolat apparaît en Angleterre en 1657,, : un journal recommande alors « une excellente boisson des Indes occidentales que l'on appelle chocolat ». À Londres, la première Chocolate Kitchen (« cuisine à chocolat ») est construite en 1689 au Château de Hampton Court, pour la reine Marie II. La même année, l'éminent médecin et collectionneur britannique Hans Sloane, installé en Jamaïque, incorpore du lait dans sa boisson chocolatée, qui est ensuite utilisée par les apothicaires.
Fragile, le cacaoyer demande des soins auxquels la culture de rente par l'esclavage n'a pas su répondre. Environ 250 000 personnes ont été réduites en esclavage pour la culture du cacao, contre 5 millions pour le sucre et 2 millions pour le café.

### Chocolat solide et sa démocratisation (XVIIIesiècle)

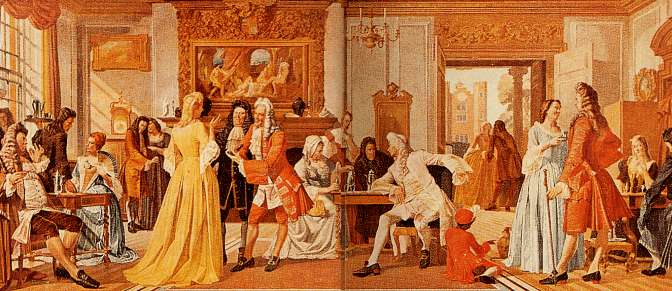
La White's Chocolate House, à Londres (lithographie).

Au tournant du XVIIIe siècle, des Chocolate Houses (« maisons de chocolat », comparables aux Gentlemen's clubs), fleurissent en Angleterre, à l'image de la White's Chocolate House (en), et deviennent des lieux de rendez-vous très prisés par la haute société londonienne pour boire, bavarder, philosopher ou comploter. Le commissaire du gouvernement anglais, John Hannon, introduit le chocolat aux États-Unis, tandis qu'en Italie, les cioccolatieri (« chocolatiers ») se développent dans les grandes villes.
Des moulins mécaniques sont mis au point au cours du siècle pour extraire le beurre de cacao des fèves, ce qui permet de fabriquer les premiers chocolats solides. Il faut cependant attendre l'arrivée de la révolution industrielle (milieu du XVIIIe siècle au Royaume-Uni) pour que ces moulins soient utilisés à plus grande échelle. Peu à peu, des entreprises promeuvent cette nouvelle invention pour vendre le chocolat sous les formes que l'on connaît aujourd'hui, et la population commence à tester et consommer du chocolat partout dans le monde.
À Bristol, en 1780, Joseph Fry père ouvre une manufacture de pâte de chocolat : J.S.Fry & Sons. L'essentiel de sa production est vendu aux drogueries et aux pharmacies de la ville. En 1795, son fils (Joseph Storrs II Fry) se met à utiliser une machine à vapeur pour broyer les fèves de cacao. Cela permet de produire en grande quantité la pâte de chocolat pour fabriquer des boissons chocolatées, des pastilles, des gâteaux, des bonbons ainsi que des préparations médicinales. En plus d'être vendu aux apothicaires et aux pharmaciens, le chocolat de la manufacture approvisionne les confiseurs, les gérants des Chocolate Houses et les cuisiniers réputés.

### Développement de l'industrie chocolatière (XIXesiècle)

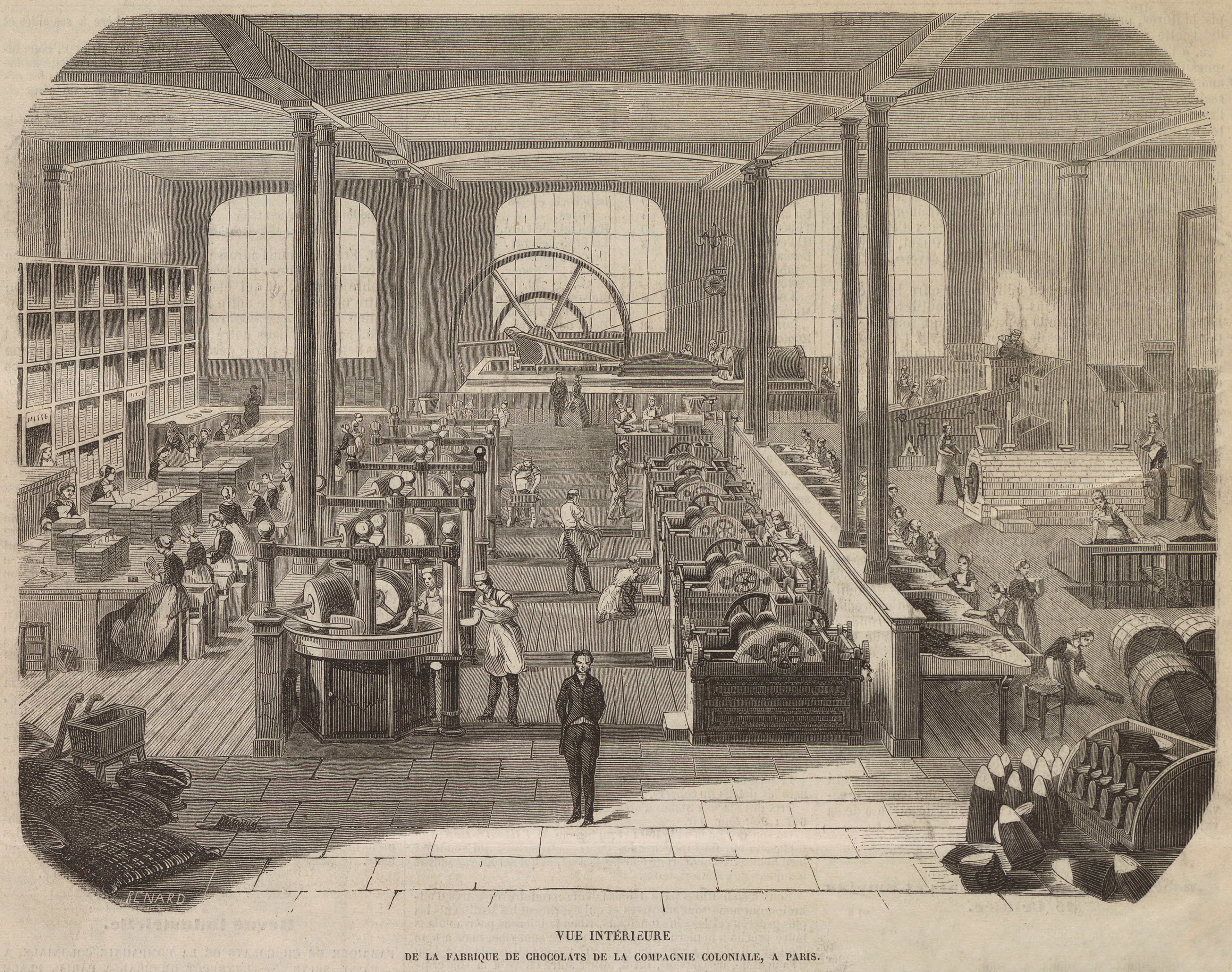
Fabrique de chocolat à la moitié du XIXe siècle.

Au début du XIXe siècle, les premières fabriques de chocolat, puis les chocolateries industrielles, apparaissent et se multiplient en Europe,. Elles se développent notamment en Suisse (Cailler, Suchard et Kohler entre 1819 et 1830), aux Pays-Bas (Van Houten vers 1820) et en Angleterre (Cadbury, au début des années 1820,).
À l'origine, les fabricants de chocolat sont spécialisés dans la fabrication de la pâte de chocolat. Ils vont peu à peu la faire évoluer vers les premiers gâteaux et bonbons de chocolat, de plus en plus populaires. La mécanisation ainsi que la concurrence des producteurs vont entraîner une baisse continue du prix du chocolat, qui est par ailleurs de moins en moins consommé pour ses vertus médicinales supposées, mais de plus en plus par plaisir.
En 1821, l’Anglais Cadbury produit le premier chocolat noir à croquer. Pour répondre aux besoins croissants de l'industrie, les cacaoyers sont introduits et plantés en Afrique. Le chimiste Hollandais Van Houten réalise en 1828 la première poudre de cacao soluble, appelée pendant un temps « cacao hollandais ». Grâce à une presse hydraulique de son invention, il réussit à durcir le beurre de cacao sous forme de pain qui peut ensuite être réduit en poudre. Van Houten est le premier à inventer un procédé pour séparer le cacao maigre (ou tourteau) et le beurre de cacao, permettant aux industriels de doser les quantités relatives de cacao maigre et de beurre de cacao dans la pâte de cacao. Le chocolat entre alors dans l'âge industriel. Van Houten, à partir de sa fabrique de chocolat d'Amsterdam, vendra ses boîtes de chocolat en poudre dans toute l'Europe.

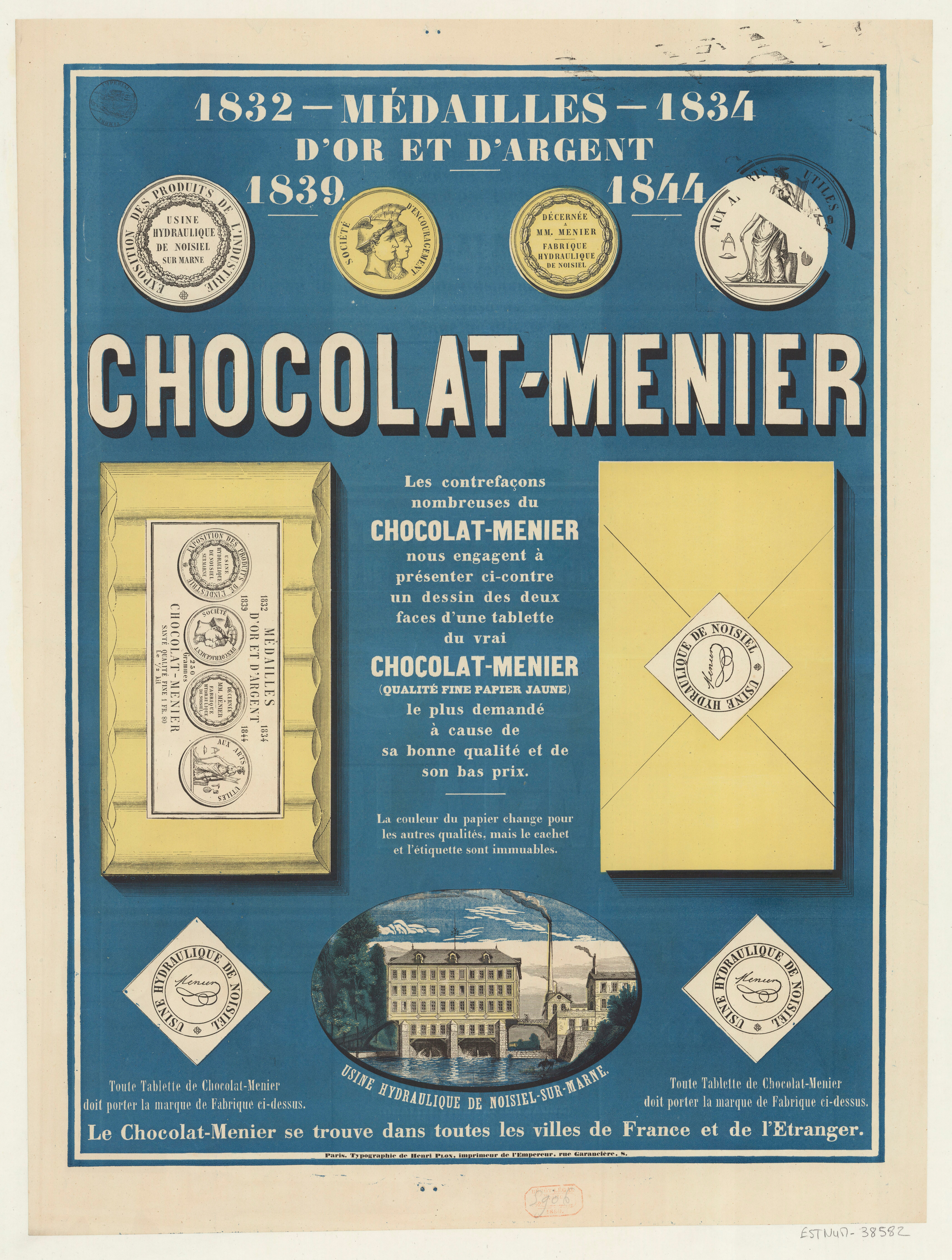
La tablette de Menier, emballée de papier jaune, est l'une des plus anciennes connues à ce jour.

L'année 1830 voit l'apparition du chocolat aux noisettes inventé par le Suisse Kohler, tandis que le Français Menier crée en 1836 le concept de la tablette de chocolat, plaquette composée de six barres semi-cylindriques enveloppées de papier.
Joseph, Richard et Francis Fry, qui dirigent la maison Fry and Sons depuis la mort de leur père (en 1835), découvrent en 1847, qu'un mélange de sucre, de beurre de cacao et du chocolat en poudre de Van Houten permet d'obtenir une pâte molle que l'on peut verser dans des moules. Cette invention permet de consommer le chocolat d'une nouvelle manière, en plaque et à partager. Bien qu'elles soient plus grossières et plus amères que celles que nous connaissons aujourd'hui, ces tablettes rencontrent à cette époque un succès immédiat,ces tablettes rencontrent à cette époque un succès immédiat[Passage contradictoire (sources contradictoires)]. Ce produit est officiellement présenté lors d'une exposition à Birmingham en 1849 sous le nom de « Chocolat délicieux à manger », en français dans le texte,. Vers 1860, la maison Fry & Sons devient une des principales chocolateries d'Angleterre, rivalisant avec Menier et s'inspirant des assortiments de chocolats français. Ces derniers domineront le marché du chocolat à manger, jusqu'au développement du chocolat au lait en fin de siècle.
Entre 1850 et 1900, un apprenti chocolatier parisien mélange par erreur de la crème de lait chaude dans un récipient de chocolat fondu et obtient une nouvelle texture fondante : la ganache est créée, et adopte le surnom donné à l'apprenti maladroit. De cette pâte onctueuse découlent les truffes et les futures garnitures des bouchées de chocolat,.

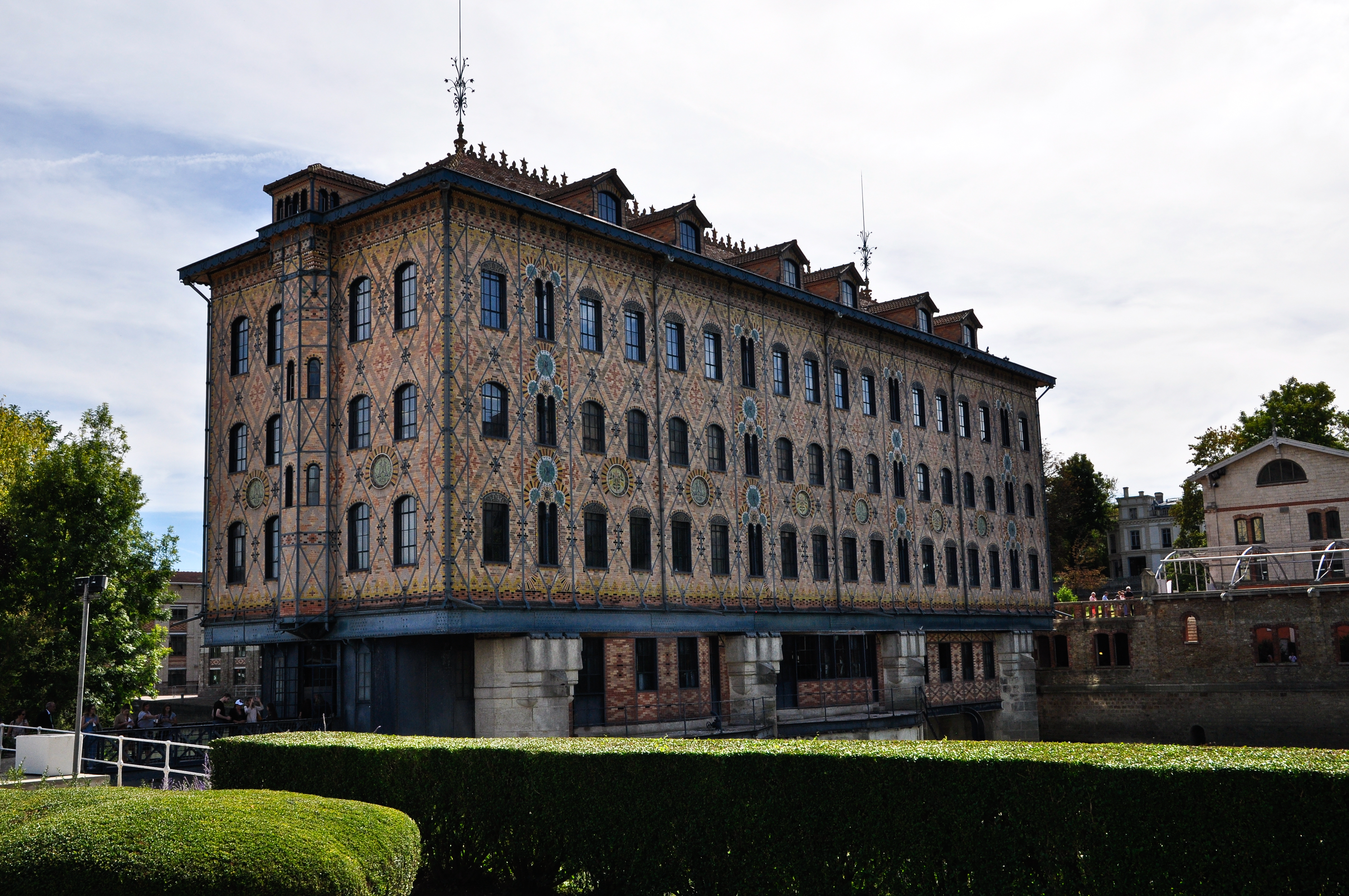
Le moulin Saulnier de la chocolaterie Menier à Noisiel.

Vers 1870, la famille Menier, de son côté, achète des terres au Nicaragua (l'un des principaux pays cultivateurs de cacao à cette époque), ainsi que des navires permettant le transport des fèves de cacao vers leur usine moderne de production de chocolat, construite depuis peu à Noisiel en Seine-et-Marne. L’aménagement du site, avec la construction de plusieurs nouveaux bâtiments (dressage, magasins des cacaos, emballage, expédition, etc.), suit le parcours de fabrication industrialisée du chocolat : chaque bâtiment est agencé en fonction de l’étape de fabrication qui le nécessite. Cette usine fait fortement baisser le coût du chocolat en France. La chocolaterie de Noisiel devient la plus importante du pays et est consacrée « Première chocolaterie du monde » lors de l’exposition universelle de Chicago en 1873. Les Anglais Fry & Sons acquièrent à leur tour ce titre vers 1880, alors qu'ils emploient 1 500 salariés.
L'industrie chocolatière connaît par la suite plusieurs grandes innovations, notamment en Suisse. En 1875 ou 1876, Daniel Peter crée dans sa fabrique de Vevey le premier chocolat au lait en incorporant du lait en poudre,. Il s'associe en 1879 avec Henri Nestlé (l'inventeur du lait concentré) pour fonder la firme Nestlé. La même année, Rodolphe Lindt met au point la technique du conchage : un nouveau procédé d'affinage, qui consiste à laisser tourner longtemps le broyeur contenant le chocolat, ce qui rend la pâte de cacao plus onctueuse et plus savoureuse, et permet de fabriquer des chocolats fondants. Son secret n'est rendu public qu'en 1901. De son côté, Jean Tobler lance la barre triangulaire Toblerone en 1899, tandis que Philippe Suchard commercialise la tablette Milka.

Affiches publicitaires du XIXe siècle pour les chocolats de grandes fabriques
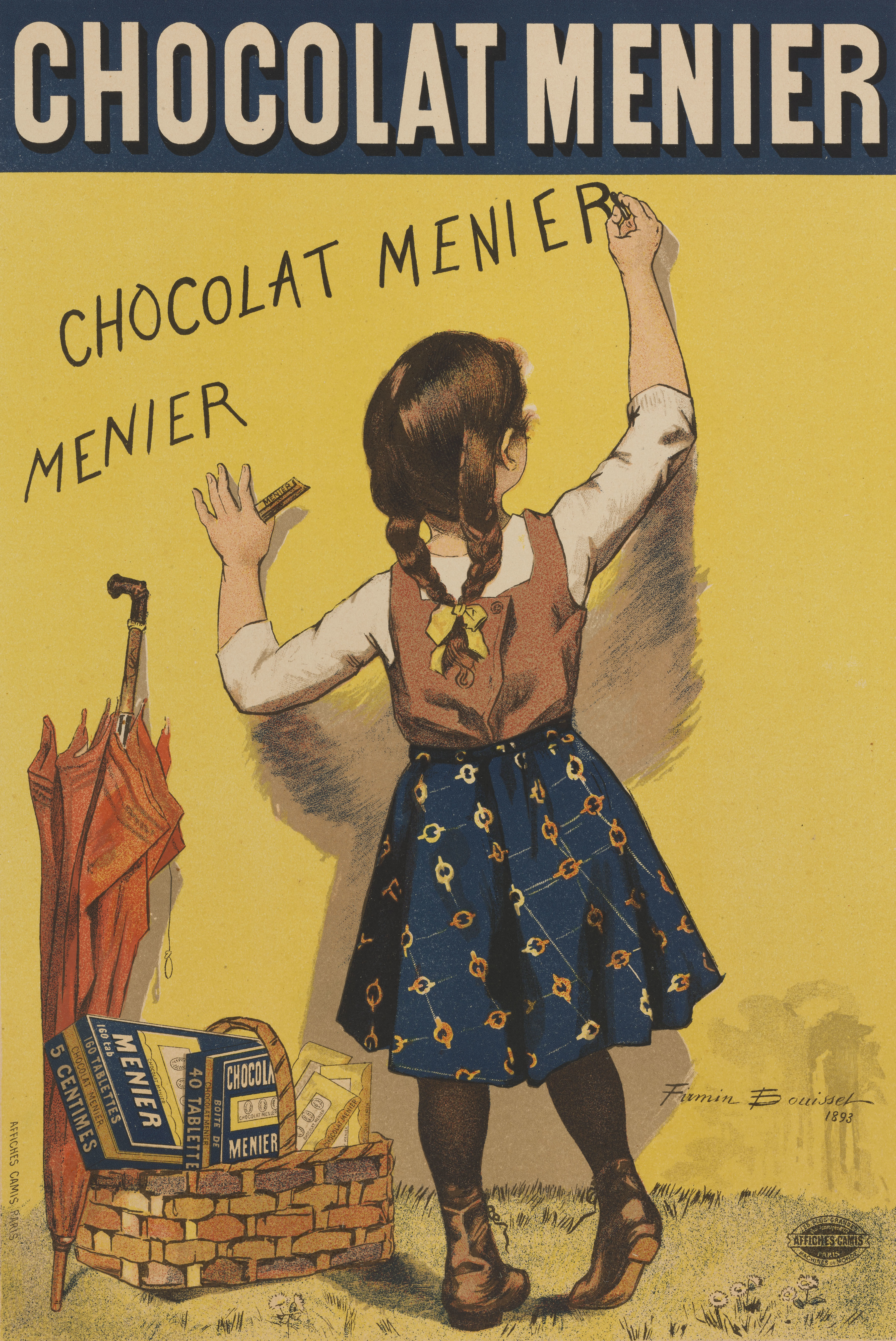
Menier.
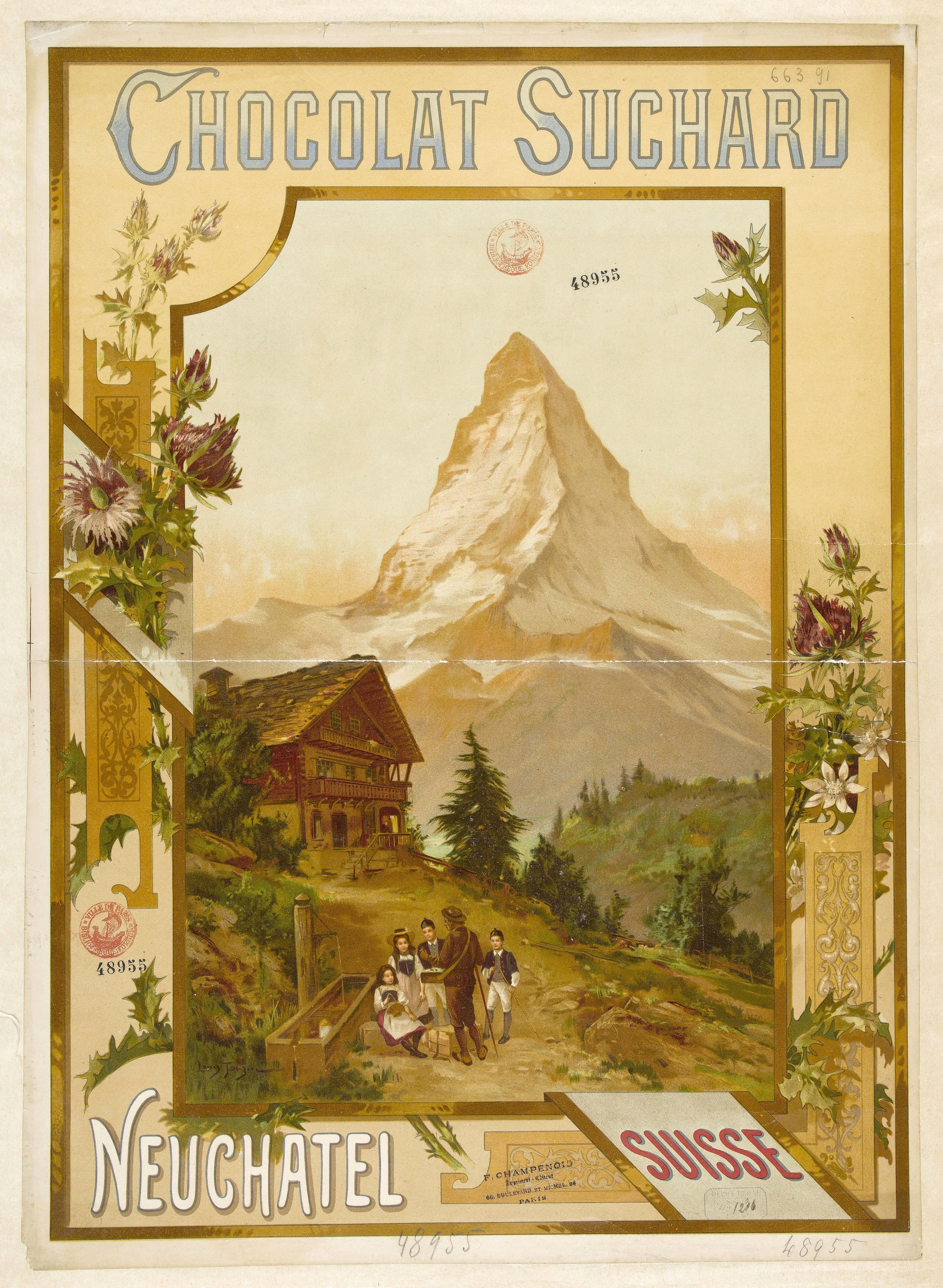
Suchard (1895).
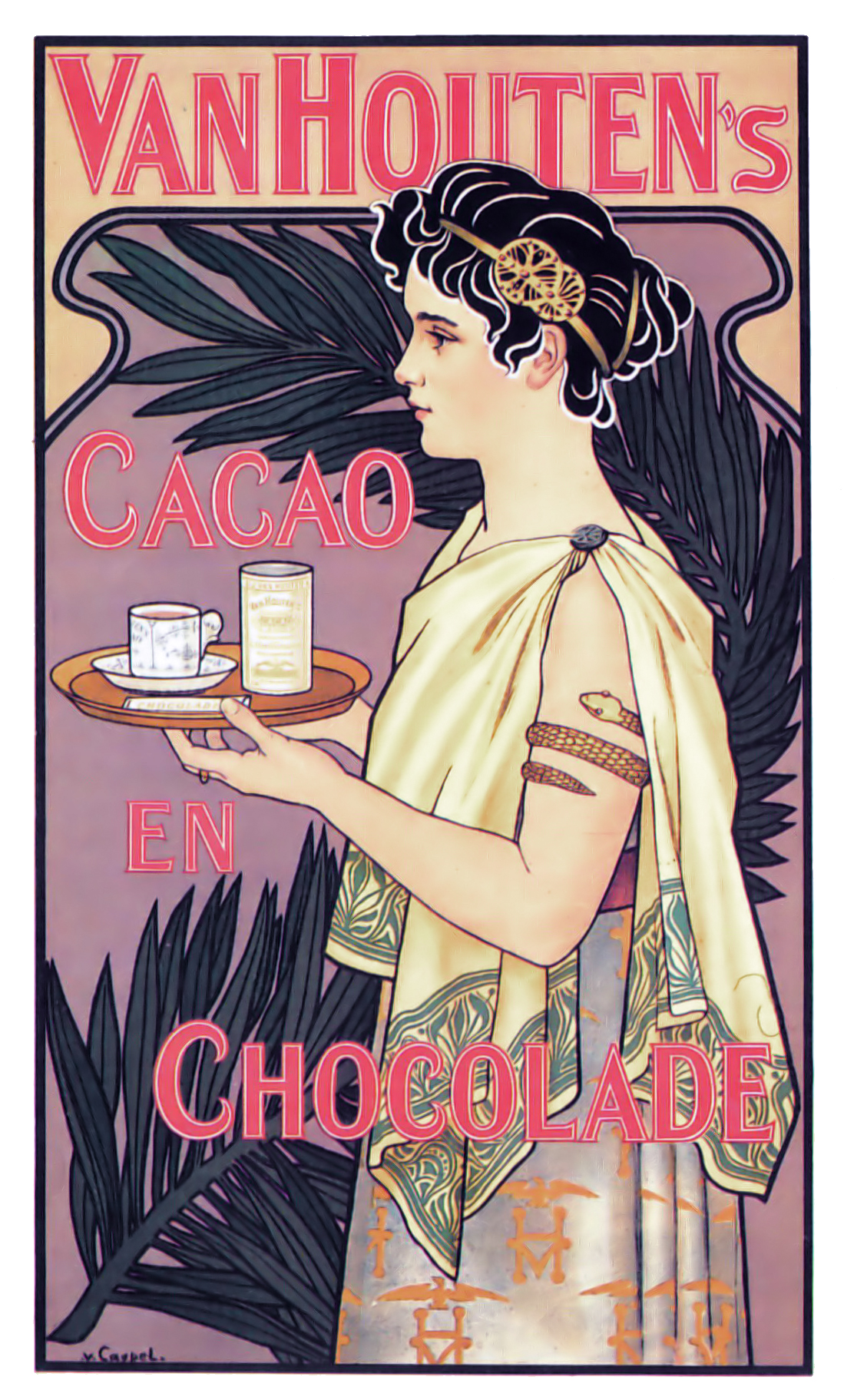
Van Houten (1899).
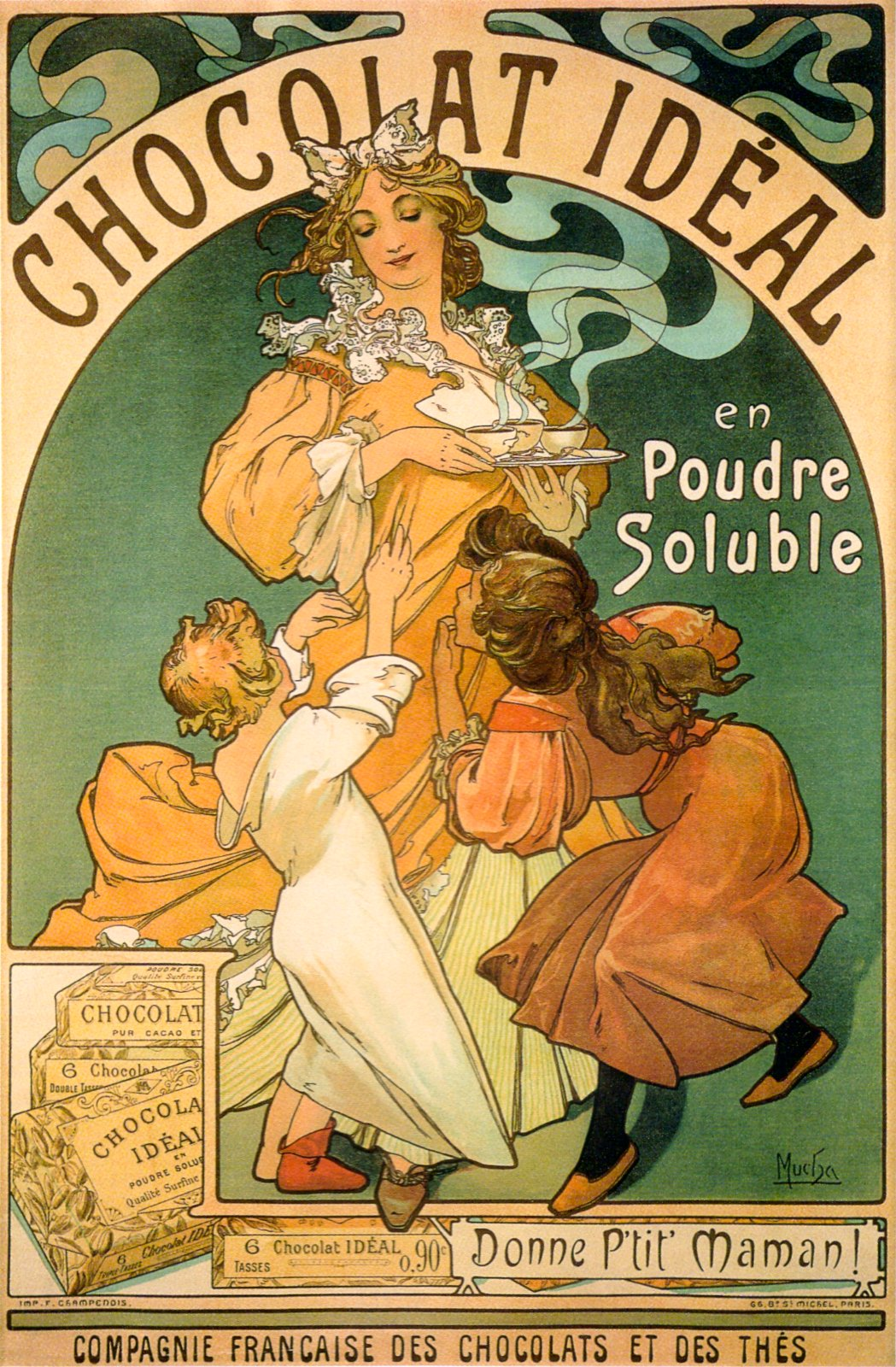
Chocolat Idéal (dessinée par Mucha).
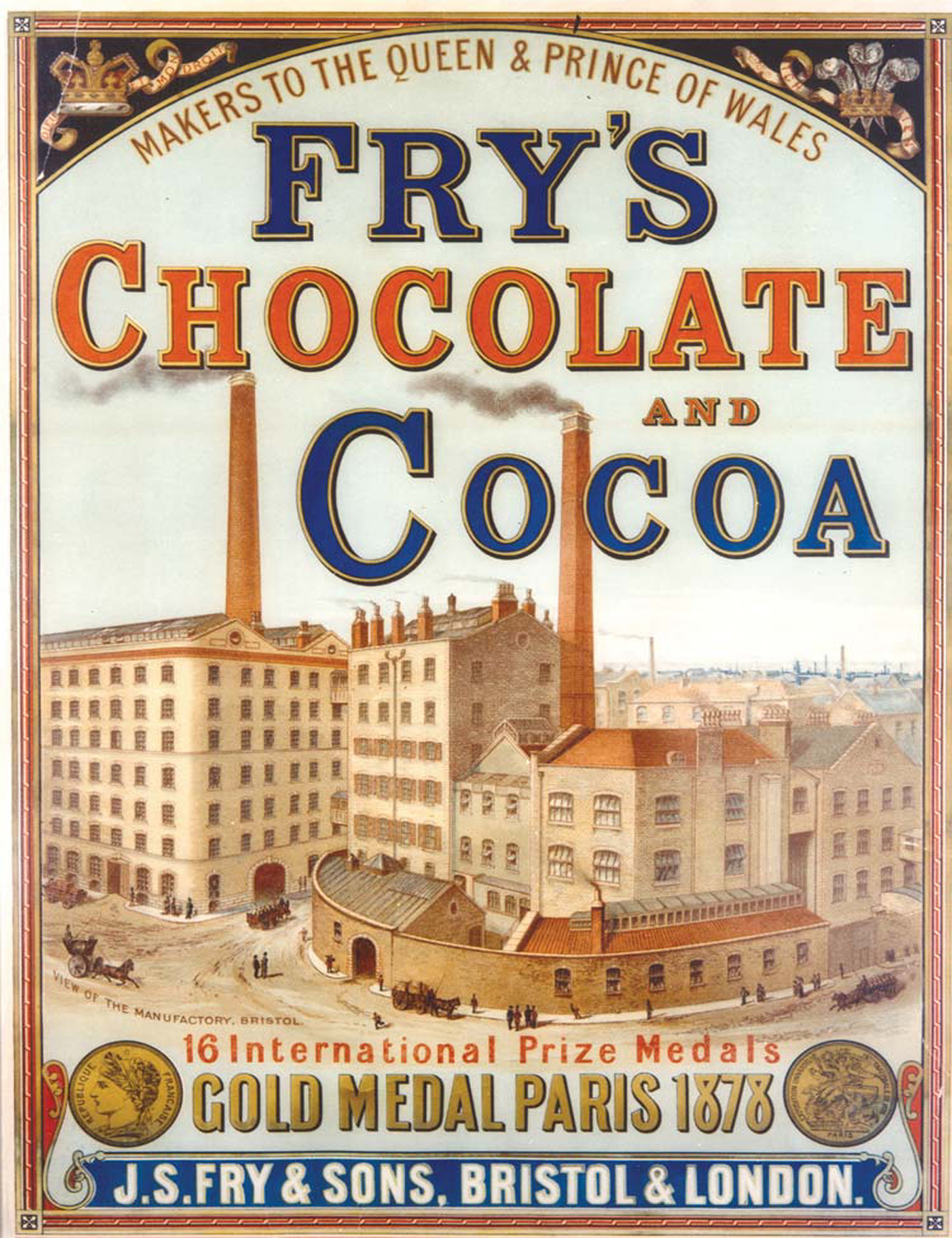
Fry and Sons.
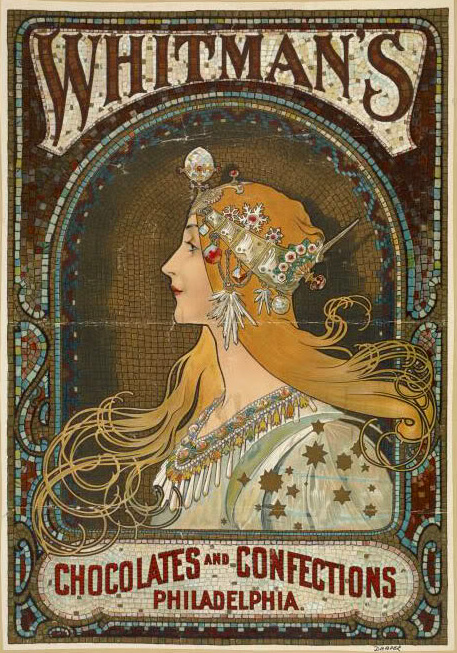
Chocolat Whitman's.

### Innovations (XXesiècle)

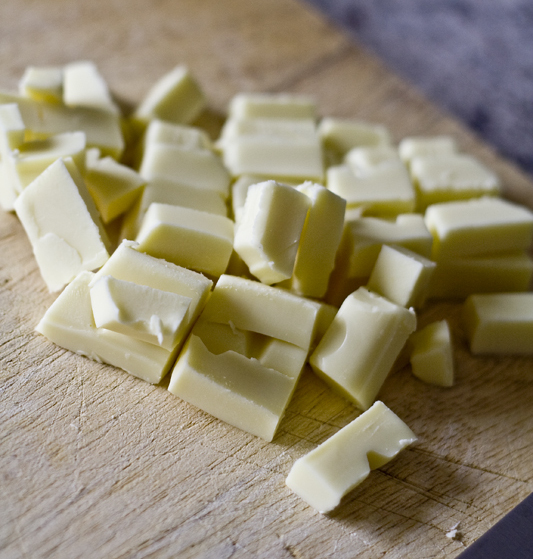
Le chocolat blanc est inventé en Suisse dans les années 1930 par Nestlé.

Au début des années 1900 apparaissent chez les Hollandais les premières confiseries sous forme de barres chocolatées : Kwatta invente les premières barres de chocolat de 30 grammes et Nuts, sa barre aux noisettes éponyme. L'américain Mars lance quant à lui le Milky Way. En 1919, Fry & Sons fusionne avec l'entreprise Cadbury.
Pendant la guerre 1914-1918 et l’entre-deux-guerres, les chocolatiers, confiseurs et autres artisans de bouche font face à une pénurie d'ingrédients, notamment de chocolat. Pour pallier localement ce problème, la famille belge Callebaut, qui possède depuis peu une chocolaterie à Wieze, invente en 1920 le premier chocolat de couverture.
L'une des dernières grandes innovations de l'industrie, le chocolat blanc, est produit pour la première fois en Suisse dans les années 1930 par Nestlé, dans le but d'utiliser les surplus de beurre de cacao. La société ne précise pas exactement qui est à la source de cette invention. À partir des années 1960, Callebaut exporte son chocolat de couverture sous forme de blocs de chocolat, puis, à partir de 1988, sous forme de pépites, plus faciles à doser, à fondre et à tempérer. En 1996, il fusionne avec le fabricant français Cacao Barry pour former le groupe Barry Callebaut, dont le siège social est en Suisse.
La domination de l'industrie chocolatière suisse, à la pointe de la technologie et du marketing, ne durera que la première moitié du XXe siècle jusqu'à l'arrivée des entreprises américaines Hershey's et Mars.

## Circuit de fabrication

### Culture du cacao

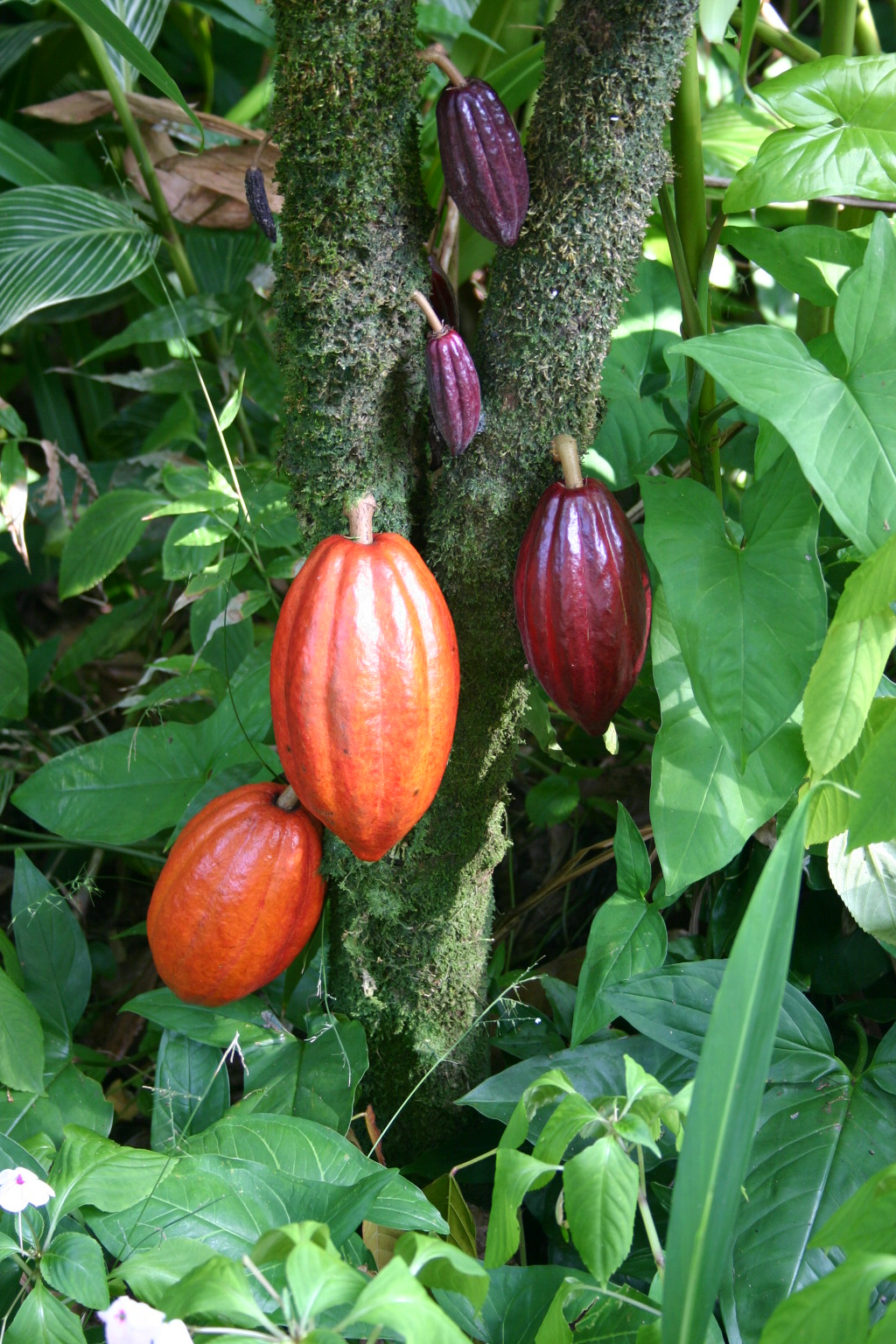
Cacaoyer portant des cabosses.

Le chocolat est produit à partir de la fève de l'arbre appelé cacaoyer (Theobroma cacao). On en trouve différentes espèces réparties dans les régions équatoriales des cinq continents. Sa culture est assez exigeante et le fruit produit, appelé « cabosse », est récolté deux fois par an lorsqu'il est à maturité. Le botaniste Cheesman (en) met au point en 1944 une terminologie qui distingue trois principales variétés de cacaoyer :  Forastero, la plus cultivée, Criollo, la moins cultivée et la plus recherchée,, et Trinitario, un hybride des deux précédentes variétés.
On y ajoutera plus tard de nombreuses autres variétés ou cultivars, tels que le nacional, l'amelonado ou le porcelana. Toutes ces variétés produisent des cacaos de différentes saveurs et arômes. La production de masse de cacao et le changement climatique mettent en danger de nombreuses variétés anciennes, considérées comme moins rentables.
Le cupuaçu, une espèce proche du cacaoyer, permet également de produire une boisson proche du chocolat, appelée cupulate au Brésil,. Un cacaoyer moyen produit chaque année quarante cabosses, de quoi fabriquer vingt tablettes de 100 g à 70 % de cacao.

#### Pays cultivateurs et variétés produites
Les crus apportent des notes variées selon leur pays de culture. Le forastero représente à lui seul 80 % à 90 % de la production. Le criollo aux notes fruitées ne représente que 1 % à 5 % de la production. Les fèves trinitario aux notes de fruits secs ou grillés représentent 10 % à 15 % de la production. Les fèves arriba aux notes florales sont produites essentiellement en Équateur,,.
Le tableau suivant répertorie les principaux pays producteurs de fèves de cacao, les variétés qui y sont cultivées, les arômes correspondants — formés lors de la fermentation et le séchage de la fève de cacao, — et leur part de la production mondiale calculée en 2017. Les trois plus gros producteurs au monde sont la Côte d'Ivoire (33 % de la production mondiale), le Ghana (18 %) et l'Indonésie (7,45 % ).
| Continent                                | Pays                                     | Variété(s) cultivée(s)                             | Notes arômatiques                      | Part de production mondiale (en 2017) |
| ---------------------------------------- | ---------------------------------------- | -------------------------------------------------- | -------------------------------------- | ------------------------------------- |
| Afrique (70 % de la production mondiale) | Cameroun                                 | Forastero, Trinitario                              |                                        | 5 %                                   |
| Afrique (70 % de la production mondiale) | République démocratique du Congo         | Forastero                                          | fruitées                               | 0,12 %                                |
| Afrique (70 % de la production mondiale) | Côte d'Ivoire (M'Brimbo)                 | Forastero,                                         | florales                               | 33 %                                  |
| Afrique (70 % de la production mondiale) | Ghana,                                   | Forastero,                                         |                                        | 18 %                                  |
| Afrique (70 % de la production mondiale) | Madagascar (vallée de Sambirano)         | Forastero, Trinitario,, Criollo,                   | grillées et fruitées,                  | 0,16 %                                |
| Afrique (70 % de la production mondiale) | Nigeria                                  | Forastero                                          |                                        | 6,3 %                                 |
| Afrique (70 % de la production mondiale) | Sao Tomé-et-Principe                     | Forastero                                          | fruitées                               | NC                                    |
| Afrique (70 % de la production mondiale) | Tanzanie                                 | Forastero, Trinitario                              | fruitées                               | 0,18 %                                |
| Afrique (70 % de la production mondiale) | Togo                                     | Forastero, Trinitario                              |                                        | NC                                    |
| Amérique                                 | Bolivie                                  | Beniano                                            |                                        | 0,14 %                                |
| Amérique                                 | Brésil,                                  | Forastero,, Trinitario                             |                                        | 5,3 %                                 |
| Amérique                                 | Colombie                                 | Trinitario, Criollo                                | florales et fruitées                   | 1,1 %                                 |
| Amérique                                 | Costa Rica                               | Trinitario, Criollo                                |                                        | 0,01 %                                |
| Amérique                                 | Cuba                                     | Trinitario                                         |                                        | 0,04 %                                |
| Amérique                                 | Équateur (Esmeraldas)                    | Forastero, arriba « nacional »,, CCN-51            | florales,, épicées                     | 5,6 %                                 |
| Amérique                                 | Grenade                                  | Forastero, Trinitario                              | fruitées                               | 0,02 %                                |
| Amérique                                 | Haïti (Cap-Haïtien)                      | Forastero, Trinitario, Criollo                     | fruitées et épicées                    | NC                                    |
| Amérique                                 | Honduras                                 | Trinitario, Criollo                                |                                        | 0,04 %                                |
| Amérique                                 | Mexique                                  | Forastero, Trinitario                              |                                        | 1,66 %                                |
| Amérique                                 | Nicaragua (Waslala)                      | Trinitario,, Criollo,                              | grillées, boisées et fruitées          | 0,01 %                                |
| Amérique                                 | Panama                                   | Forastero                                          |                                        | 0,02 %                                |
| Amérique                                 | Pérou (Amazonas, Piura, Tumbes)          | Forastero,, Trinitario, Porcelana, CCN-51, Criollo | florales, fruitées, boisées et épicées | 1,8 %                                 |
| Amérique                                 | République dominicaine, (Saint-Domingue) | Trinitario, Criollo                                | fruitées                               | 1,4 %                                 |
| Amérique                                 | Trinité-et-Tobago                        | Trinitario                                         | fruitées                               | 0,01 %                                |
| Amérique                                 | Venezuela,                               | Forastero, Porcelana, Criollo                      | fruitées et florales                   | 0,4 %                                 |
| Océanie                                  | Indonésie,                               | Forastero,, Trinitario                             | grillées                               | 7,45 %                                |
| Asie                                     | Inde                                     | Forastero                                          |                                        | 0,26 %                                |
| Asie                                     | Papouasie-Nouvelle-Guinée                | Forastero, Trinitario                              | fruitées et grillées                   | 0,98 %                                |
| Asie                                     | Philippines                              | Forastero, Trinitario                              | épicées                                | 0,1 %                                 |
| Asie                                     | Vietnam                                  | Trinitario                                         |                                        | 0,1 %                                 |

#### Plantation et maturité du cacaoyer

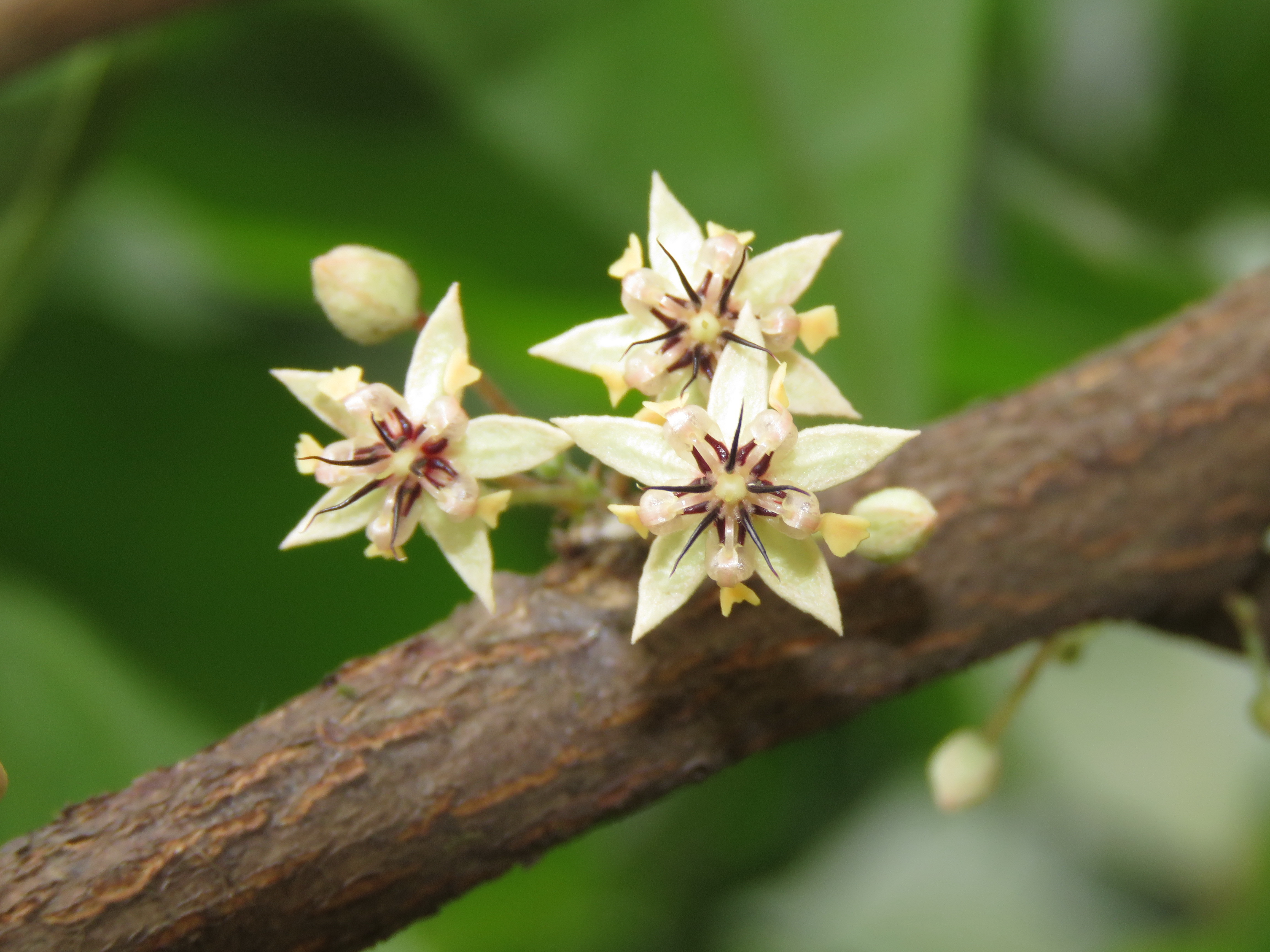
Fleurs de cacaoyer.

Un sol fertile légèrement acide, ainsi qu'un climat à la fois chaud et humide toute l'année, sont nécessaires pour que le cacaoyer puisse se développer et être productif en fruits. La zone intertropicale, située entre 20° sud et 20° nord de l'équateur, réunit les meilleures conditions pour le cacaoyer, qui doit idéalement être planté à l'ombre d'arbres plus grands que lui (entre des bananiers, par exemple),.

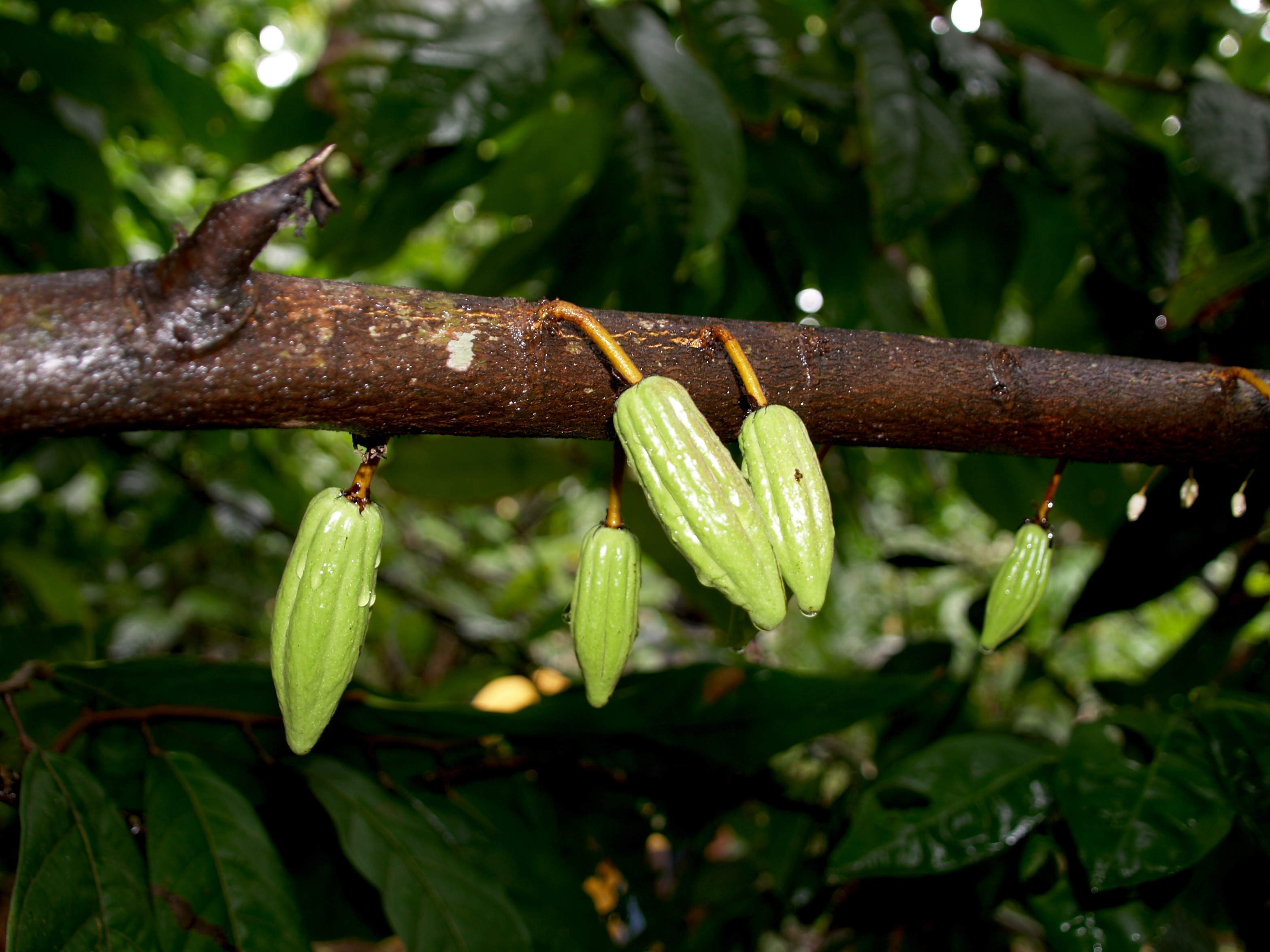
Pousses de jeunes cabosses.

Le cacaoyer est cauliflore : ses fruits (les cabosses) et ses fleurs poussent directement sur son tronc et ses grosses branches. La toute première floraison n'a lieu que lorsque l’arbre est âgé d'au moins 3 à 5 ans.
Certaines fèves de cacao récoltées sont replantées en pépinières, après avoir été lavées pour retirer la pulpe qui les empêcherait de germer. Les planteurs les arrosent ensuite tous les jours et les protègent de la lumière directe. Au bout de six mois, le plant qui comporte ses deux premières feuilles peut être greffé sur un porte-greffe ou déplacé de la pépinière pour être planté à l'ombre d'arbres plus grands. Au bout de 3 à 5 ans, les moucherons pollinisent les fleurs, qui évoluent environ 5 mois plus tard en fruits. Le cacaoyer est productif pendant environ 25 ans.

#### Récolte des cabosses

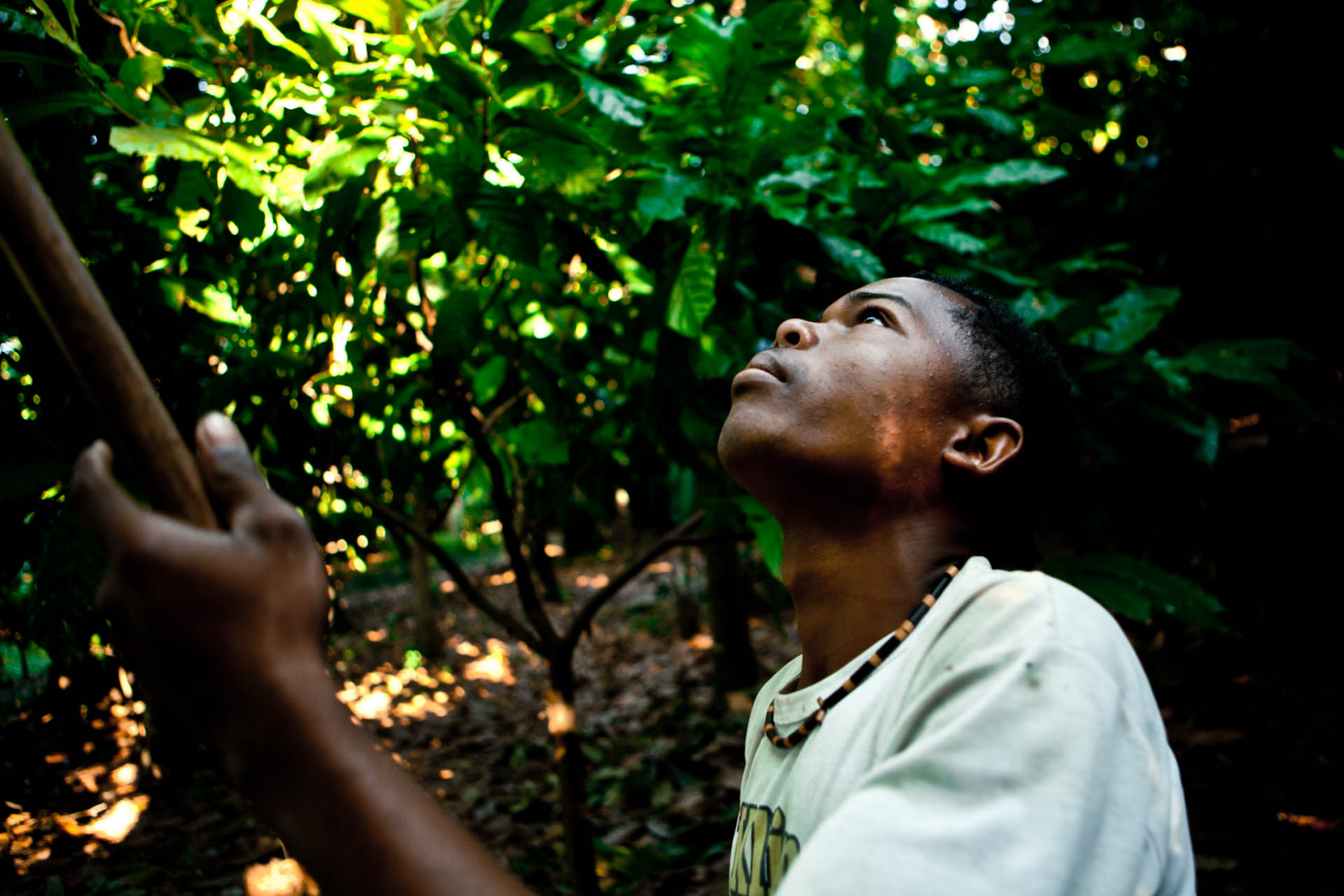
Planteur se servant d'un émondoir pour récupérer une cabosse en hauteur.

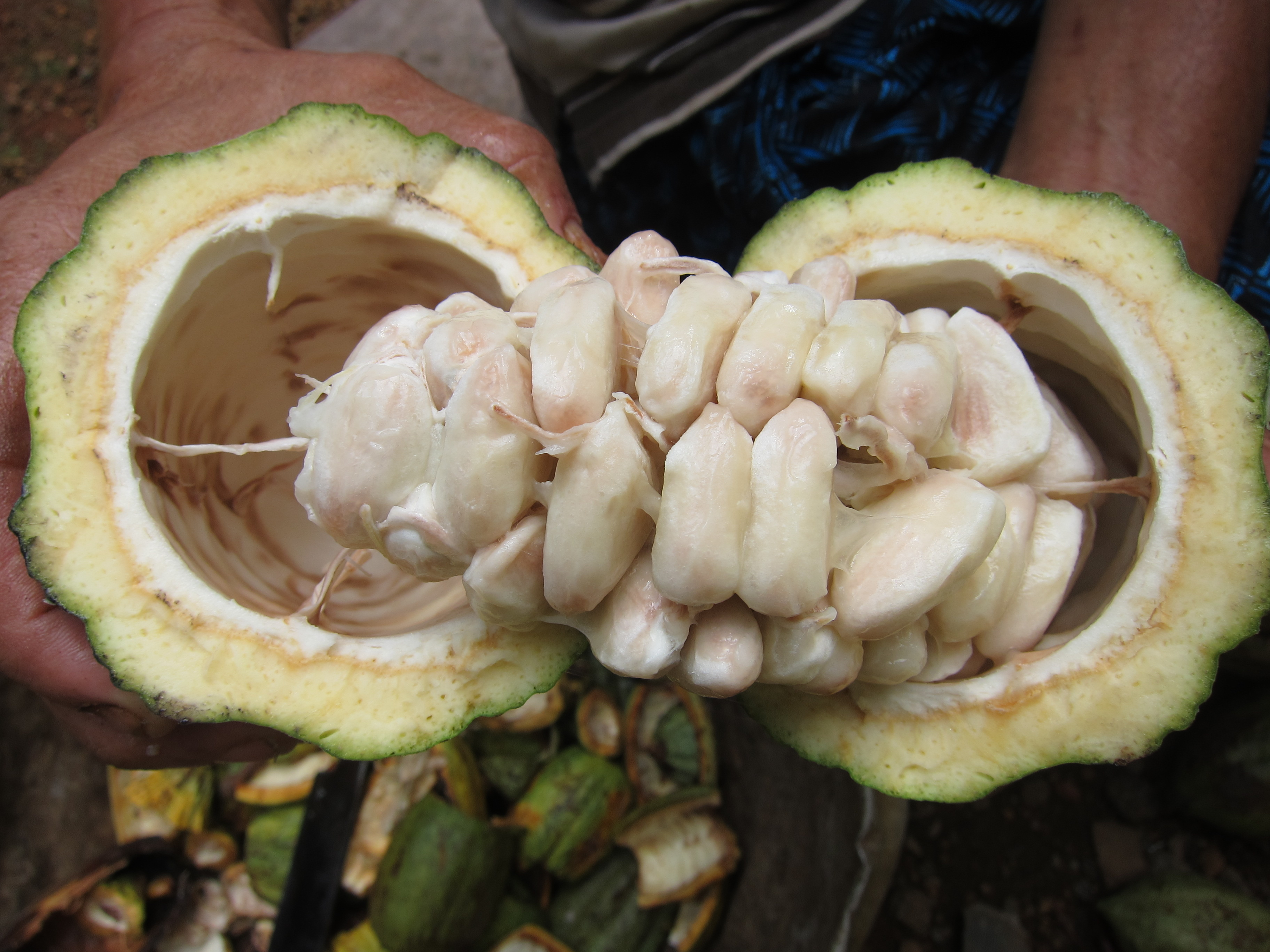
Ouverture d'une cabosse pour extraire les fèves (avec leur pulpe).

Les cabosses sont généralement récoltées deux fois par an, pendant les saisons des pluies (de janvier à avril et de septembre à octobre). À maturité, les cabosses mesurent habituellement entre 20 et 30 cm de long et 10 à 15 cm de diamètre.
Dès que les cabosses sont mûres, la récolte se fait sans attendre, car les fèves (les graines) situées à l’intérieur peuvent germer rapidement. Pour savoir si une cabosse est mûre, les planteurs expérimentés se fient à leur changement de couleur. Ils pratiquent alors soit une incision pour observer la couleur de la pulpe (ou mucilage), soit tapotent la cabosse du bout des doigts (elles doivent sonner creux car les fèves sont censées commencer à se détacher de la pulpe).
Les fleurs poussent toujours aux mêmes endroits sur un même cacaoyer. Les planteurs doivent donc veiller lors de la récolte à ne pas abimer les arbres en coupant les cabosses trop près de leur bois. Les cabosses difficiles d'accès sont coupées avec un émondoir, et les plus accessibles à la machette traditionnelle ou au sécateur. Les cabosses, qui ne s'ouvrent pas naturellement (baies indéhiscentes), sont ouvertes sur place, soit à la machette, soit avec un instrument contondant contre une surface dure. Chaque cabosse contient entre 25 et 50 fèves, qui sont ainsi extraites avec leur pulpe et égrainées de l'axe central (placenta),. Les fèves fraiches de qualité sont fermes et la pulpe qui les entoure doit être de couleur claire.

#### Fermentation et séchage des fèves

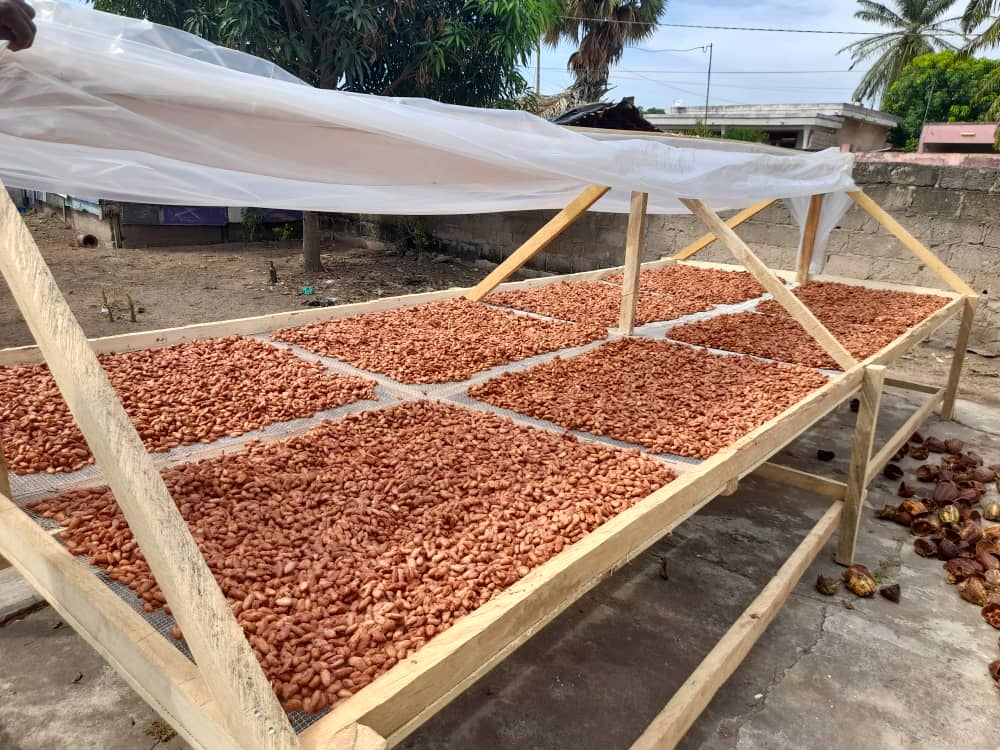
Séchage des fèves.

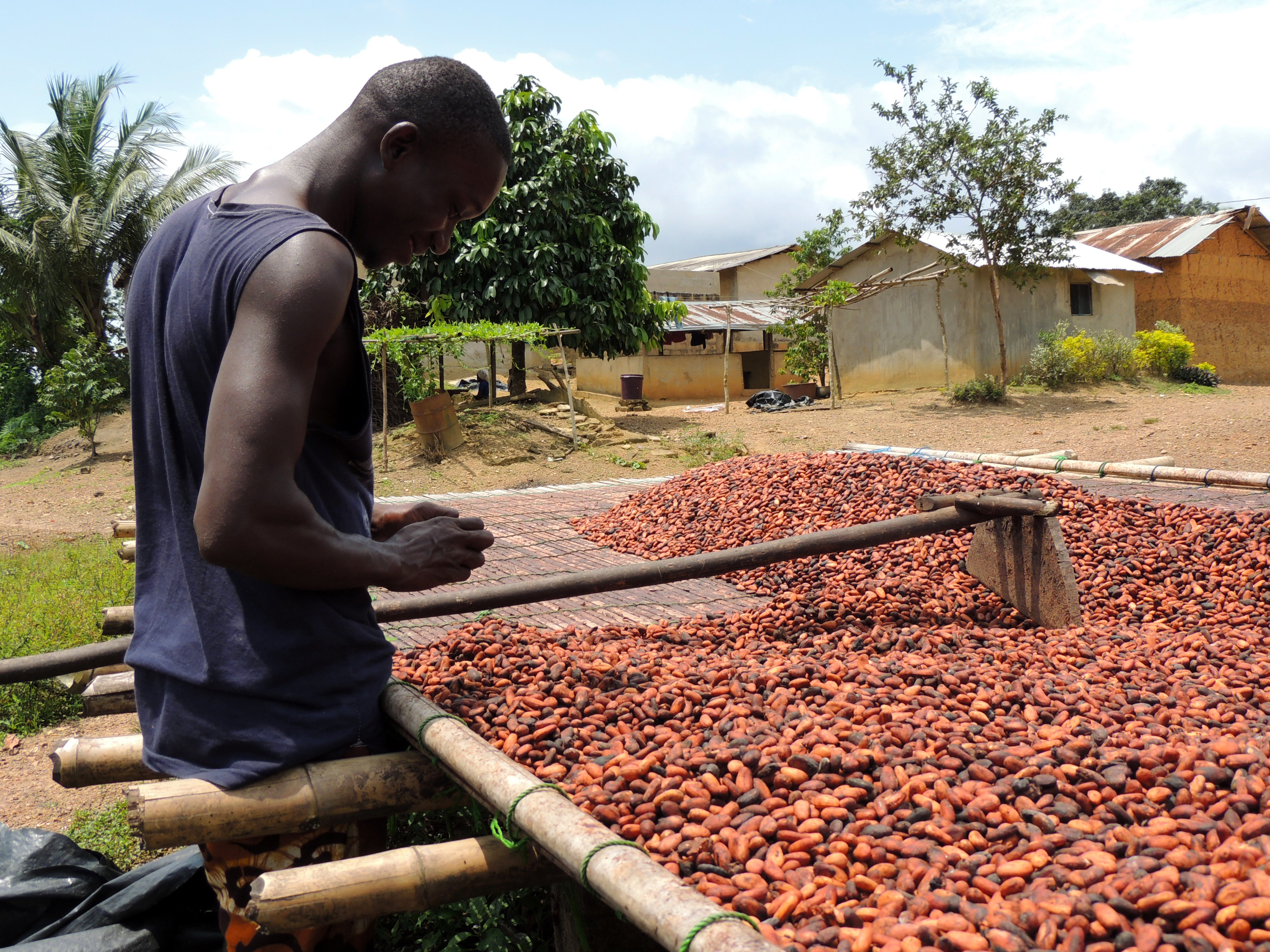
Cultivateur ivoirien en train de nettoyer et trier les fèves de cacao à fermenter.

Après la récolte, les fèves fraiches recouvertes de pulpe sont triées et mises à fermenter. Elles sont traditionnellement placées dans des bacs et recouvertes de feuilles de bananier, parfois à quelques mètres du lieu de récolte. Le plus souvent, elles sont transportées sur une aire de fermentation gérée par une coopérative et étalées dans des caisses à claire-voie surélevées.
Après deux jours de fermentation, les sucres de la pulpe se transforment en alcool et se liquéfient, en produisant de la chaleur. Les planteurs retournent régulièrement les fèves pour les aérer et permettre une fermentation régulière. L'alcool se transforme en acide acétique qui est absorbé par les fèves au bout de quelques jours. La réaction chimique qui se produit dans les tas de fèves génère une température variant de 40 à 50 °C) et le mélange de chaleur, d'alcool et d'acide acétique produits par la pulpe tuent les germes des fèves et déclenchent une sécrétion d'enzymes, qui développent les arômes du chocolat,.
Les planteurs les laissent ainsi reposer environ une semaine en les brassant régulièrement, et les fèves se débarrassent naturellement de leur pulpe. Elles passent de la couleur blanche ou violette, au violet-pourpre, voire rouge à brun chocolat.
À ce stade, elles contiennent encore 60 % d’humidité qu’il faut réduire à 7 % pour assurer une conservation optimale pendant le transport. Les fèves sont alors séchées au soleil directement sur le sol, pendant 7 à 15 jours supplémentaires (ce séchage apporte une odeur de fumée au chocolat). Pour abriter les fèves de la pluie, certaines exploitations sont équipées de toits rétractables ou de serres. Elles sont remuées plusieurs fois par jour afin d'assurer un séchage homogène,. Le séchage des fèves joue également un rôle sur les arômes du cacao.
Les fèves séchées sont ensuite ramassées et conditionnées dans des sacs en toile de jute (qui laissent respirer le cacao), puis expédiées auprès des fabricants de chocolat. Le reste du traitement est effectué en chocolateries.

### Travail en chocolaterie
À partir de la seconde moitié du XXe siècle, dans un souci de gain de temps, la plupart des chocolatiers, plutôt que de transformer eux-mêmes les fèves pour fabriquer leur chocolat, utilisent directement du chocolat de couverture (permettant de passer directement à l'étape d'affinage). Néanmoins, certains artisans chocolatiers préfèrent effectuer eux-mêmes le tri, la torréfaction, le concassage et le broyage des fèves qu'ils reçoivent.

#### Tri des fèves

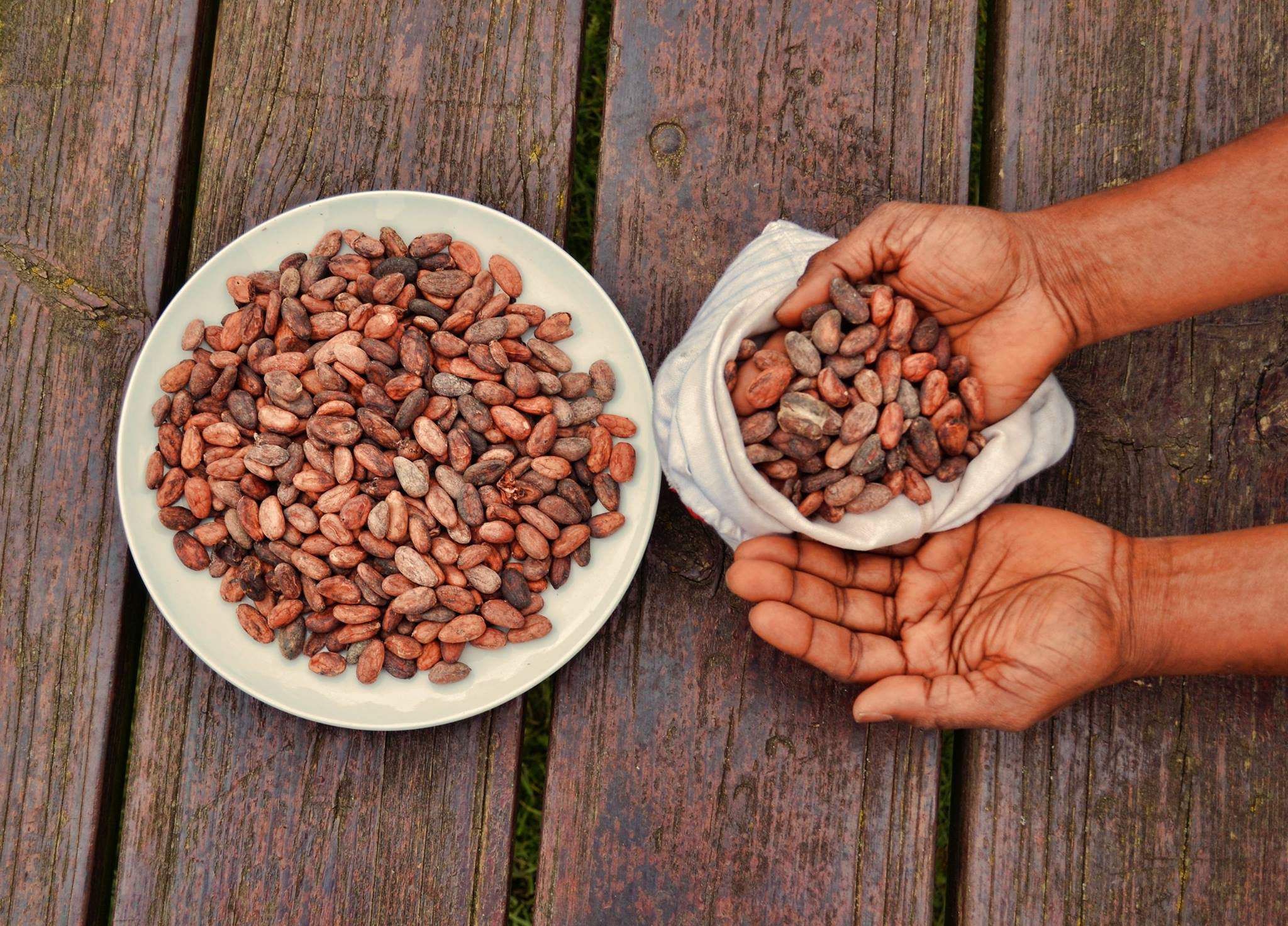
Le chocolatier doit s'assurer de la qualité des fèves contenues dans les sacs.

Lorsque le chocolatier achète les sacs contenant les fèves, ceux-ci peuvent contenir des brindilles, des petits cailloux, des graines d'autres plantes, des insectes ou même des pièces métalliques ou des morceaux de verre. C'est au chocolatier que revient la tâche de les trier, mais aussi de s'assurer qu'elles ne sont pas polluées, abimées, moisies ou de couleur inhabituelle, ce qui pourrait altérer le goût de son chocolat. Dans les chocolateries industrielles, cette étape est automatisée (criblage et séparation magnétique). Ensuite, les fèves sont passées brièvement à la vapeur à haute pression pour tuer les bactéries.

#### Torréfaction

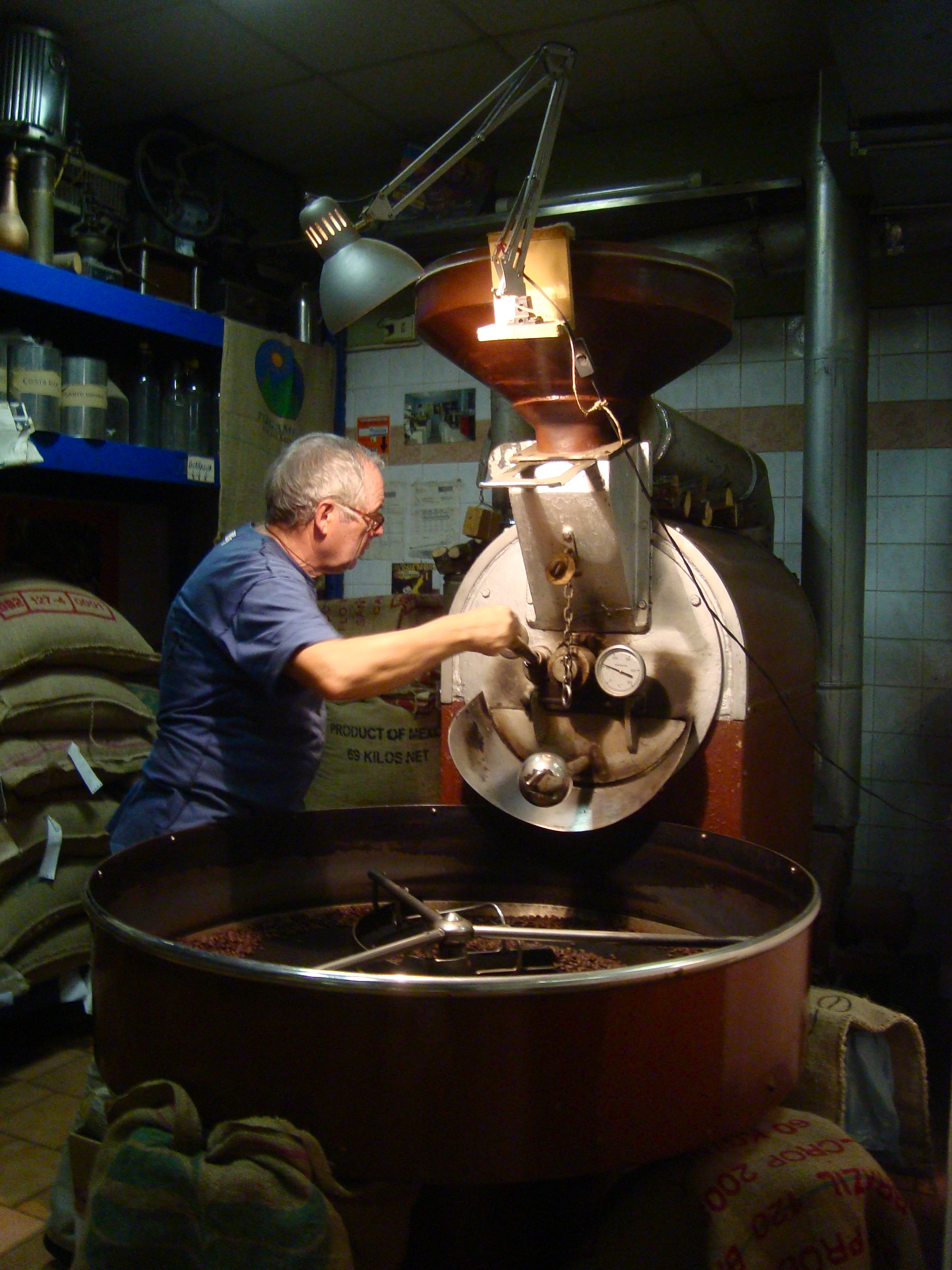
Dans le torréfacteur, les fèves sont grillées et développent leur goût.

La torréfaction influe énormément sur le goût du produit final. Le chocolatier doit donc, selon ses besoins, déterminer la bonne combinaison de temps et de température de torréfaction des fèves (généralement pendant 15 à 30 minutes et entre 120°C et 140°C). Cette étape, effectuée dans un four traditionnel ou dans un torréfacteur, donne aux fèves une texture uniforme, facilite le détachement de leur enveloppe (non comestible), développe leur goût, permet de réduire leur humidité de 7 % à 2 % et tue les derniers microbes,.

#### Concassage et vannage

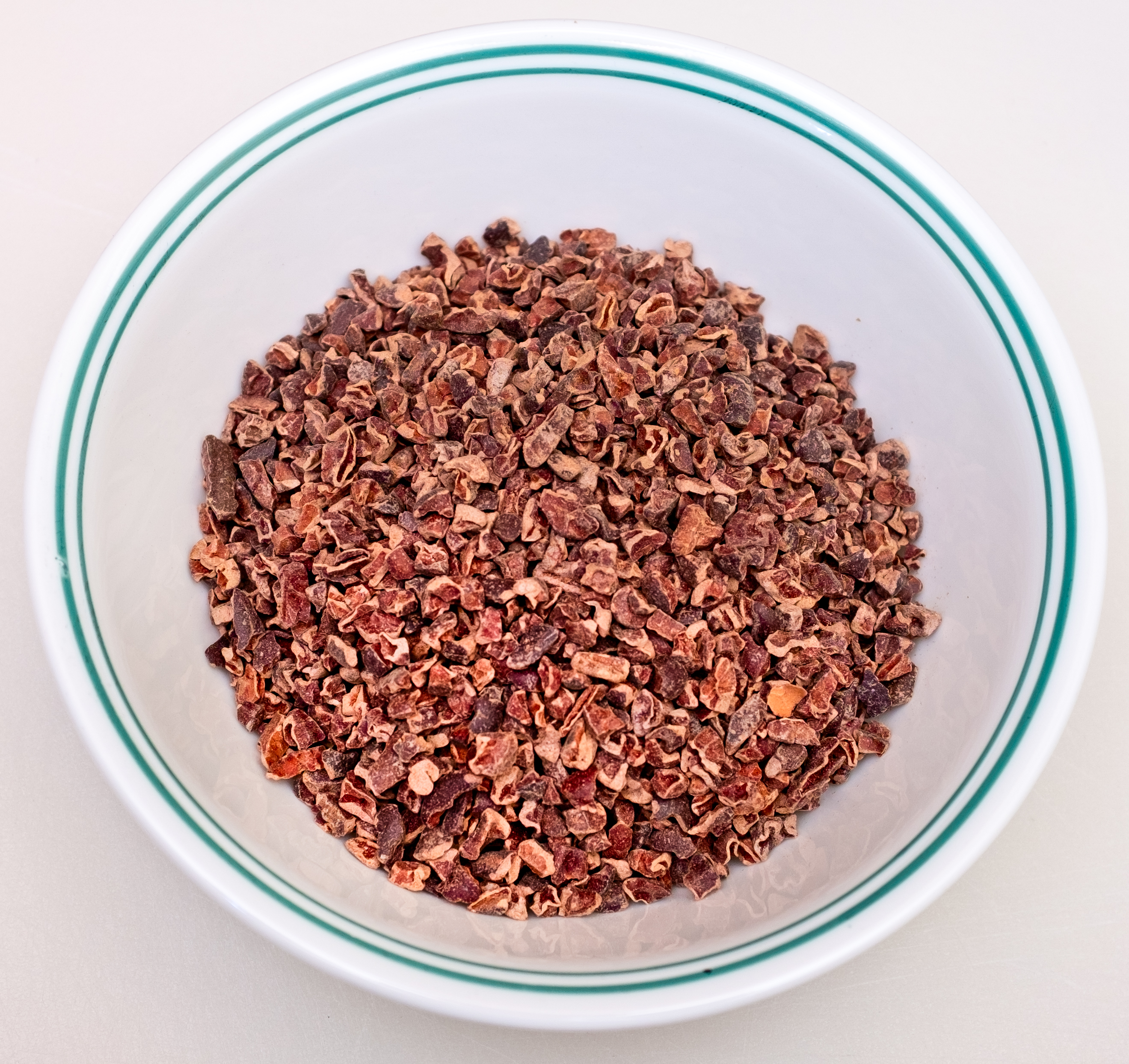
Grué : les éclats de fèves débarrassés de leur enveloppe.

Les fèves sont ensuite versées dans une trémie équipée de rouleaux à concasser. Ceux-ci broient grossièrement les fèves en décollant leur enveloppe, et les réduisent en éclats. Les éclats sont séparés des enveloppes grâce au vannage, un système d'aspiration : les éclats, plus denses, tombent dans un bac, tandis que les enveloppes, légères, sont aspirées par une pompe à vide dans un autre bac. Les éclats de fèves de cacao, formant le grué (nib en anglais), sont récupérés pour être transformés en chocolat, tandis que les enveloppes partent au compostage.

#### Broyage et affinage
Les éclats de cacao sont broyés plus finement pour fondre et obtenir une masse fluide : la pâte de cacao, aussi appelée masse de cacao (en anglais cocoa mass). Chauffée à 100-110 °C, cette pâte devient liquide : c'est la liqueur de cacao (cocoa liquor). Le chocolatier utilise généralement un broyeur-affineur, composé de deux meules de granit qui tournent sur une base et écrasent sans cesse la pâte jusqu'à obtenir une texture très fine.
Le beurre de cacao peut être séparé de la liqueur de cacao par pression dans une broyeuse hydraulique. Les résidus solides de ce broyage, les tourteaux, peuvent donner du cacao en poudre par pulvérisation.

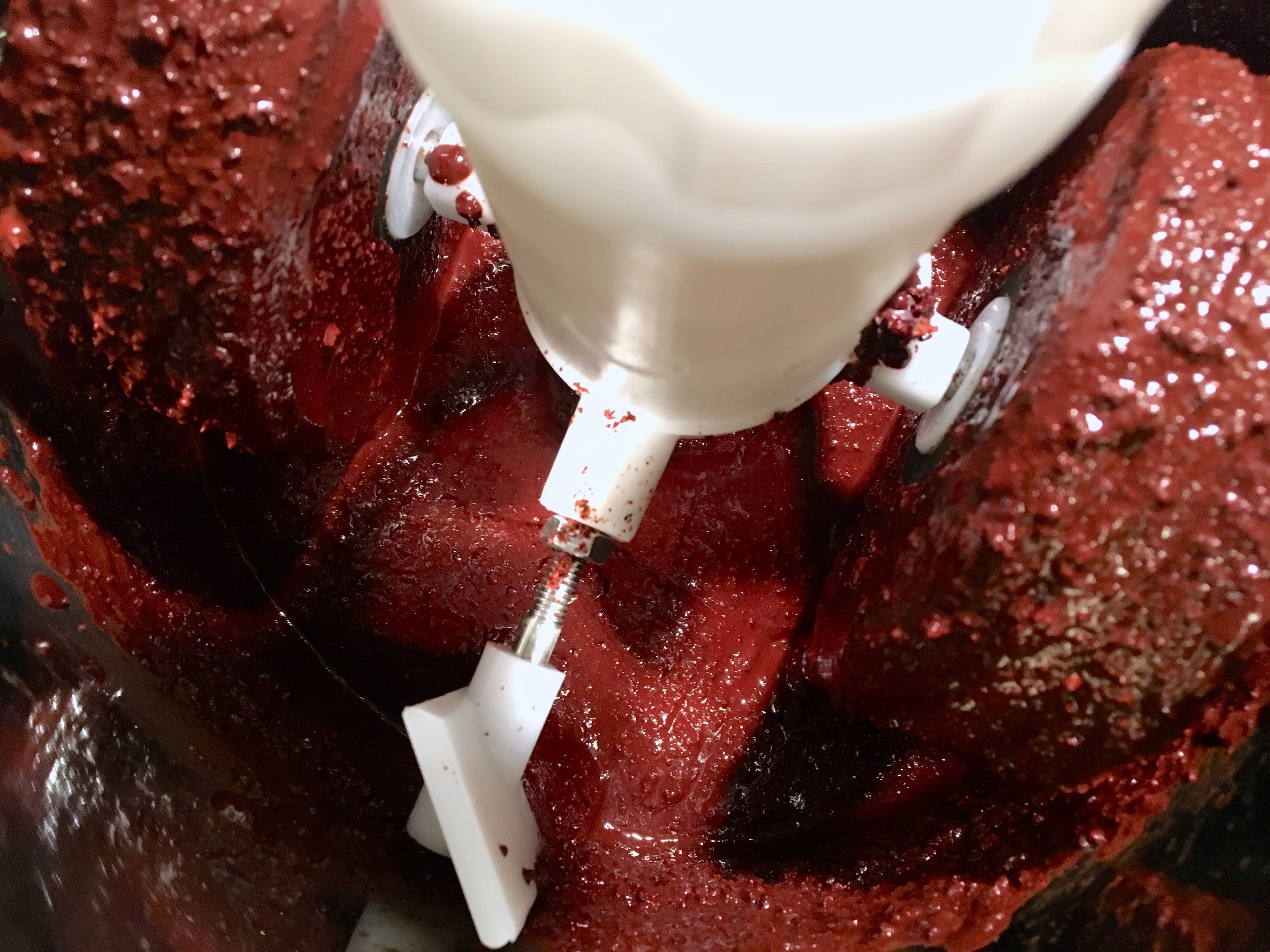
Pâte de cacao, obtenue par broyage et affinage des fèves.
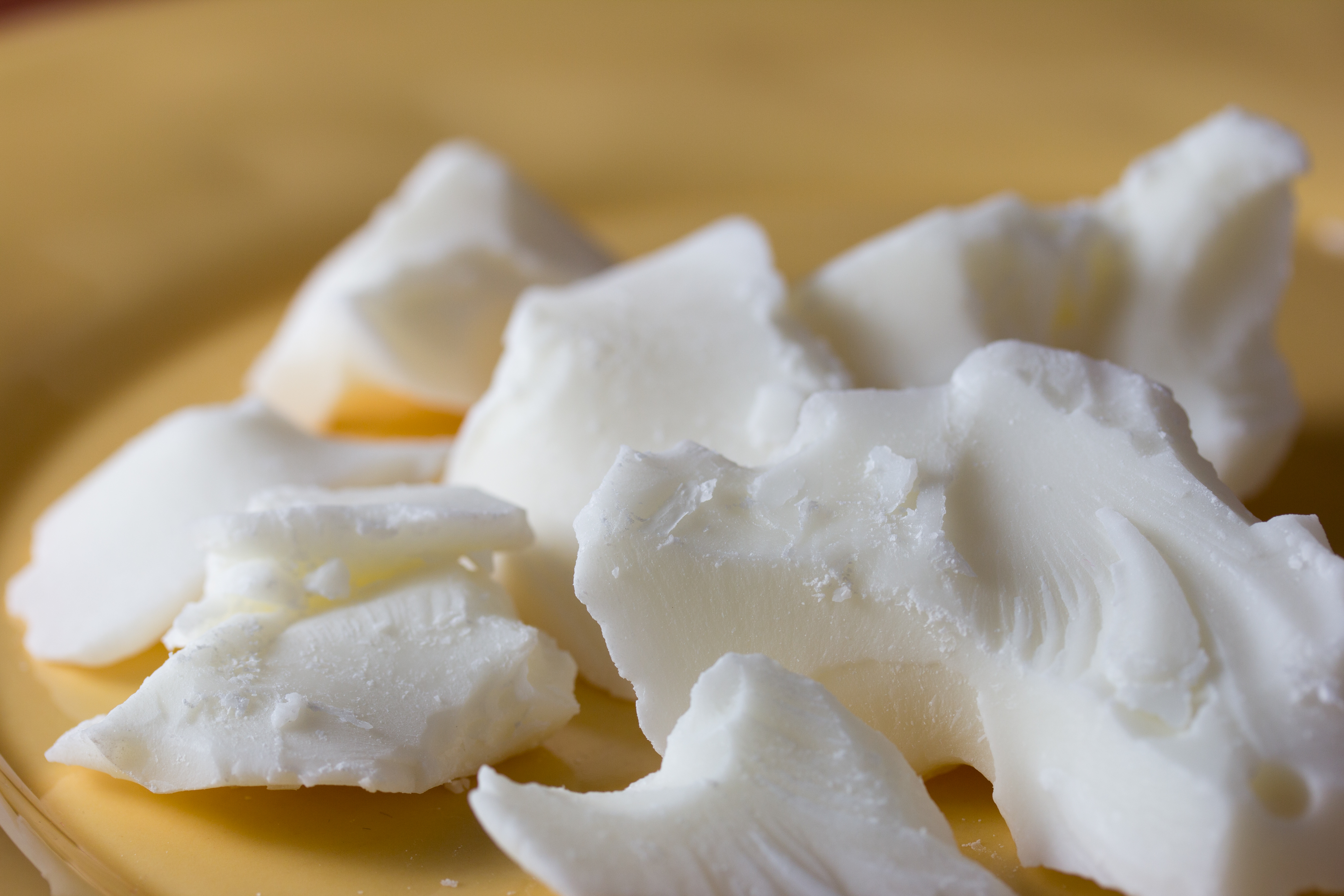
Beurre de cacao, obtenu par pression de la liqueur de cacao.
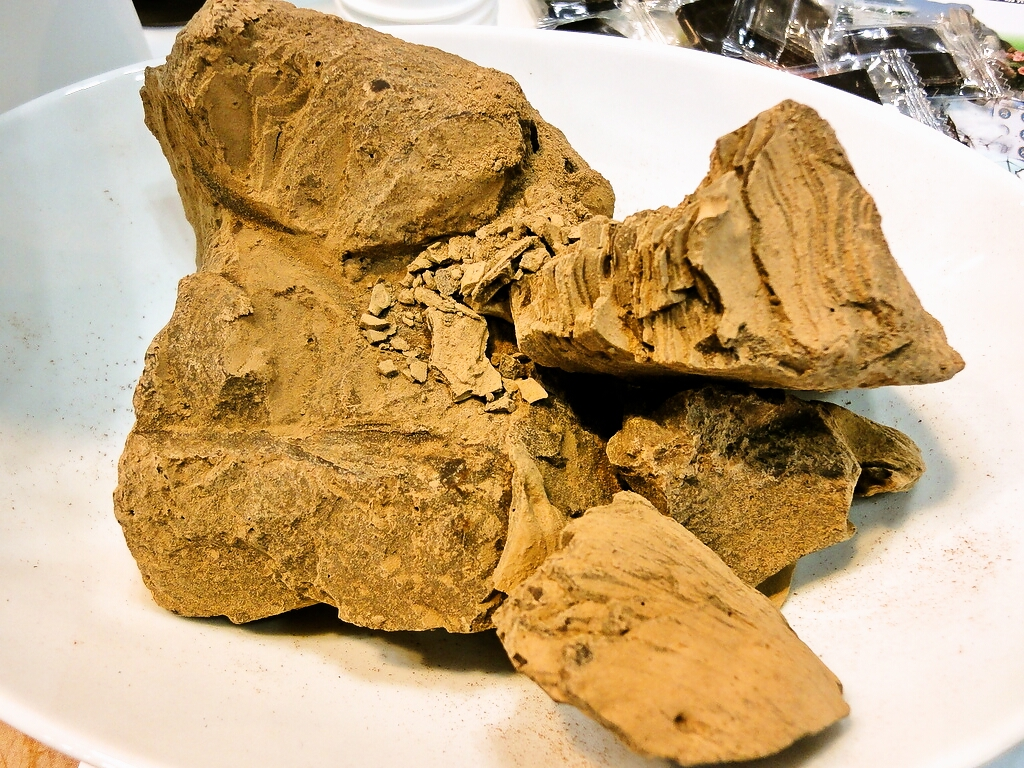
Le résidu solide, appelé tourteau, est récupéré pour fabriquer du cacao en poudre.

Pendant cette étape d'affinage, des ingrédients peuvent être ajoutés à la pâte de cacao selon les recettes recherchées, comme du sucre, du beurre de cacao (ou une autre graisse végétale autorisée), du lait en poudre, des poudres aromatiques ou des épices, :
- Pour obtenir du chocolat noir : du sucre et éventuellement du beurre de cacao pour le fondant.
- Pour obtenir du chocolat au lait : du beurre de cacao, du lait en poudre et du sucre.
- Pour obtenir du chocolat blanc : on ne garde que le beurre de cacao, et on y ajoute du lait en poudre et du sucre.

#### Conchage

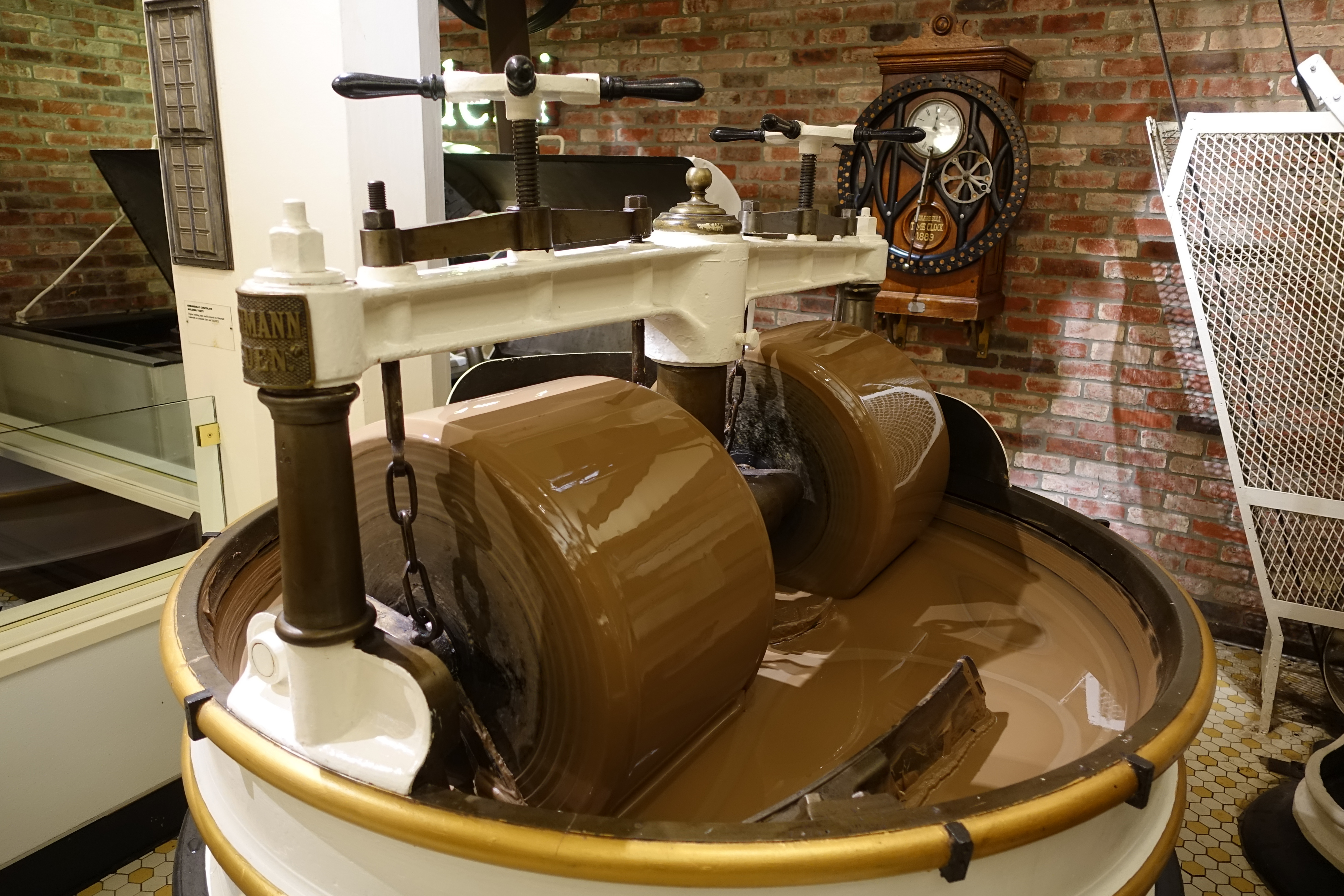
Le broyeur-affineur conche le chocolat pendant plusieurs heures, voire plusieurs jours.

Une fois le chocolat affiné, le chocolatier le chauffe (à environ 70 °C) et le mélange continuellement pour développer encore davantage l'homogénéité, l'arôme et l'onctuosité du chocolat. Plusieurs réactions chimiques se produisent lors de cette étape : la chaleur et le mouvement contribuent à réduire l'astringence et l'amertume du chocolat ; l'humidité résiduelle s'évapore, et les particules de cacao se recouvrent de beurre de cacao, ce qui rend la texture soyeuse. La durée de conchage peut varier de quelques heures à plusieurs jours, selon les variétés de cacao utilisées et le goût du chocolatier, et se déroule soit dans le broyeur-affineur, soit dans une conche. Pendant cette étape, le chocolatier peut ajouter des émulsifiants : les chocolats industriels contiennent presque tous un émulsifiant sous forme de lécithine de soja, qui prolonge l'homogénéité du mélange.

#### Tempérage

Courbes de cristallisation des trois types de chocolats.

Le tempérage est un processus qui modifie la structure cristalline du chocolat pour qu'il obtienne le bon aspect et la bonne texture en refroidissant et en durcissant : il doit alors être brillant et lisse, croquant et fondant juste à température corporelle (sous la langue). Le tempérage permet aussi de faciliter l'étape du démoulage, et assure une plus longue conservation du chocolat.
Cette étape implique de chauffer et refroidir plusieurs fois le chocolat à trois températures précises (qui varient selon le type de chocolat à travailler : noir, au lait ou blanc). Les formes cristallines du beurre de cacao seront d'abord détruites par un premier chauffage (36 °C pour le chocolat noir), puis reformées en refroidissant le chocolat rapidement (28 °C pour le chocolat noir), puis à nouveau détruites à l'exception de la forme de « type V », la plus stable, qui possède les bonnes propriétés, (obtenue en réchauffant à une température précise, 32 °C maximum pour le chocolat noir). Ensuite, il doit être refroidi le plus rapidement possible autour de 20 °C.
Pour tempérer le chocolat, le chocolatier peut travailler à la main sur un marbre, ou selon la méthode dite d’ensemencement (pour les petites quantités à travailler) ; utiliser une tempéreuse à bol rotatif (pour les volumes moyens) ou une tempéreuse en continu (chocolateries industrielles).

#### Moulage et conditionnement

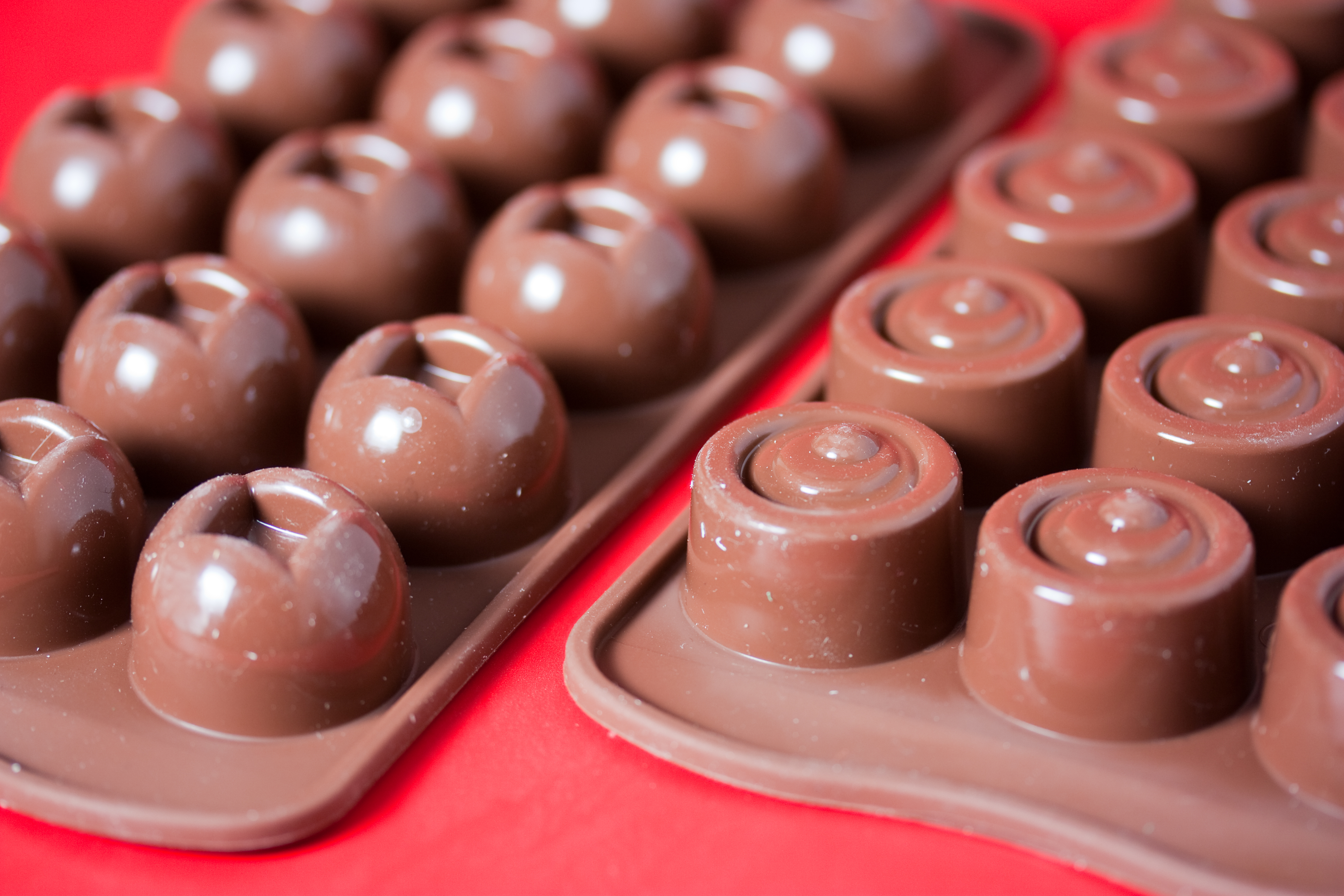
Moules domestiques à chocolat.

Pour obtenir la forme ou le motif désiré, le chocolat tempéré est directement versé dans des moules, avant de refroidir complètement et de durcir. Les moules passent dans une machine appelée « tapoteuse » qui répartit le chocolat. Les chocolatiers disposent souvent de moules portant leur signature, qui s'imprime alors en relief sur leur chocolat. Des ingrédients supplémentaires comme des fruits secs peuvent être ajoutés. Les moules passent ensuite dans un tunnel réfrigéré.
Une fois refroidi et durci, le chocolat est démoulé et emballé. Les tablettes sont recouvertes de papier aluminium (pour une meilleure conservation), lui-même recouvert d'un papier fin ou cartonné, décoré à l'effigie de la marque. Les bonbons, bouchées et pralines sont mises en boites ou en sachets, sur lesquels la composition et le fourrage des chocolats sont généralement indiqués.
Le moulage et l'emballage se font à la main, ou en machine sur les lignes de production de grandes industries. Les formes et la présentation des chocolats permettent de les rendre plus attractif pour la vente et influent beaucoup sur la perception du consommateur et sur ses décisions d'achats.

## Catégorisation et formes

### Grandes catégories

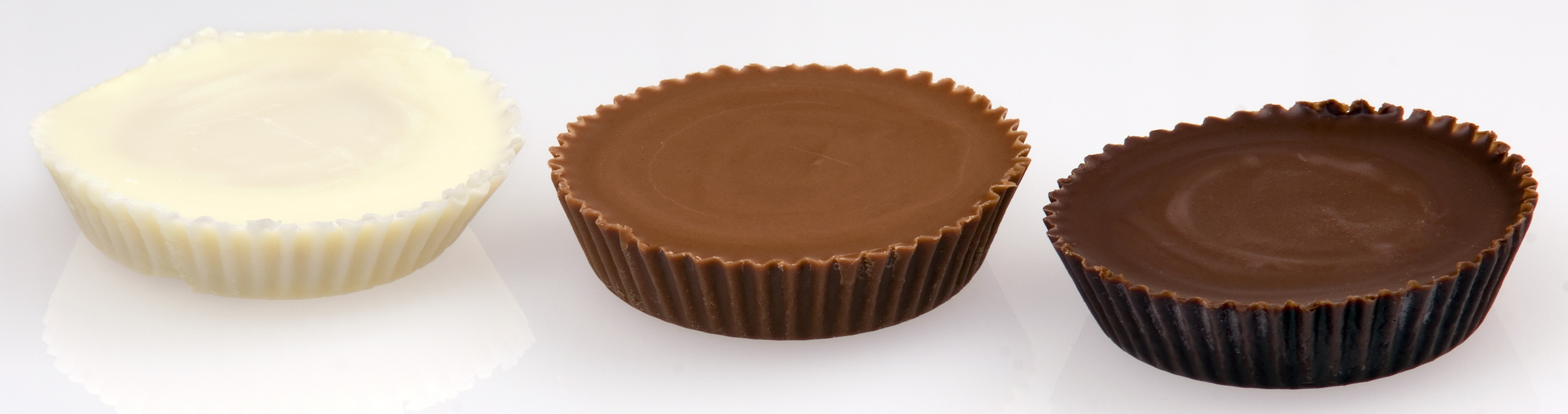
De gauche à droite : chocolat blanc, chocolat au lait et chocolat noir.

Le chocolat noir, aussi appelé chocolat amer, est le chocolat de base. C'est un mélange de cacao et de sucre qui doit contenir au minimum 43 % de cacao. En dessous, les grandes marques utilisent « confiserie chocolatée » à défaut de terme légal. La quantité de sucre ajoutée dépend de l'amertume de la variété de cacao utilisée. Pour faire des pâtisseries très chocolatées, le chocolat utilisé contient souvent entre 52 et 64 % de cacao. Pour la dégustation, c’est souvent 70 à 85 % de cacao.
Le chocolat au lait est du chocolat qui est obtenu en ajoutant du sucre et du lait en poudre (ou du lait concentré). La loi américaine exige une concentration minimum de 10 % de cacao, tandis que les réglementations européennes et suisse indiquent un minimum de 25 % de cacao. Il est aussi calorique que le chocolat noir : il est moins gras, mais plus sucré. Typiquement, il contient environ 30 % de cacao. Cependant, on peut trouver chez certaines enseignes de luxe des chocolats au lait à 45 % de cacao ou plus,.
Le chocolat blanc est une préparation à base de beurre de cacao, additionné de sucre, de lait et d'arôme. Il n'est pas toujours défini comme chocolat, car le cadre légal fixe généralement une quantité de matière sèche de cacao (contenue dans la pâte de cacao) en plus d'une quantité minimale de beurre de cacao pour bénéficier de l'appellation « chocolat ». Le chocolat blanc n'entre donc pas dans ce cadre puisqu'il est entièrement dépourvu de matière sèche de cacao. Il est néanmoins largement utilisé en confiserie pour jouer sur le contraste des couleurs, ou sous forme de tablettes.
Le chocolat de couverture est un chocolat utilisé par la plupart des chocolatiers et des pâtissiers comme matière première, lorsqu'ils ne souhaitent pas travailler eux-mêmes les fèves de cacao. Il peut être noir ou au lait, mais contient au moins 32 % de beurre de cacao, ce qui le rend très fluide pour réaliser un enrobage plus fin qu'un enrobage classique.
Le chocolat sans sucre ajouté a connu une croissance de 30 % en volume par an entre 2002 et 2006. On le fabrique soit en supprimant le sucre, soit en substituant le saccharose par un édulcorant, le maltitol.
On ajoute parfois à ces trois variétés d'autres produits issus de la fève de cacao, et qui conservent des propriétés similaires comme l'usage en tablette ou en pâtisserie : les chocolats blonds Dulcey et Orelys créés par Frédéric Bau pour Valrhona en 2012, et le chocolat ruby créé par Barry Callebaut en 2017. Ces deux derniers chocolats ne constituent pas d'un point de vue règlementaire une nouvelle couleur de chocolat.

### Formes
Le chocolat peut être consommé en boisson (généralement avec du lait), en tablettes, en bouchées aussi appelés bonbons chocolat (telles que les Coussins de Lyon) et sous de nombreuses autres formes. Il se marie très bien avec les alcools et les fruits secs ou confits (orangettes).
En France en 2012, la consommation se répartit de la manière suivante : 120 000 tonnes de tablettes, 100 000 tonnes de bonbons et bouchées, 75 000 tonnes de pâte à tartiner, 53 000 tonnes de cacao en poudre et 43 000 tonnes de barres chocolatées.

#### Tablettes

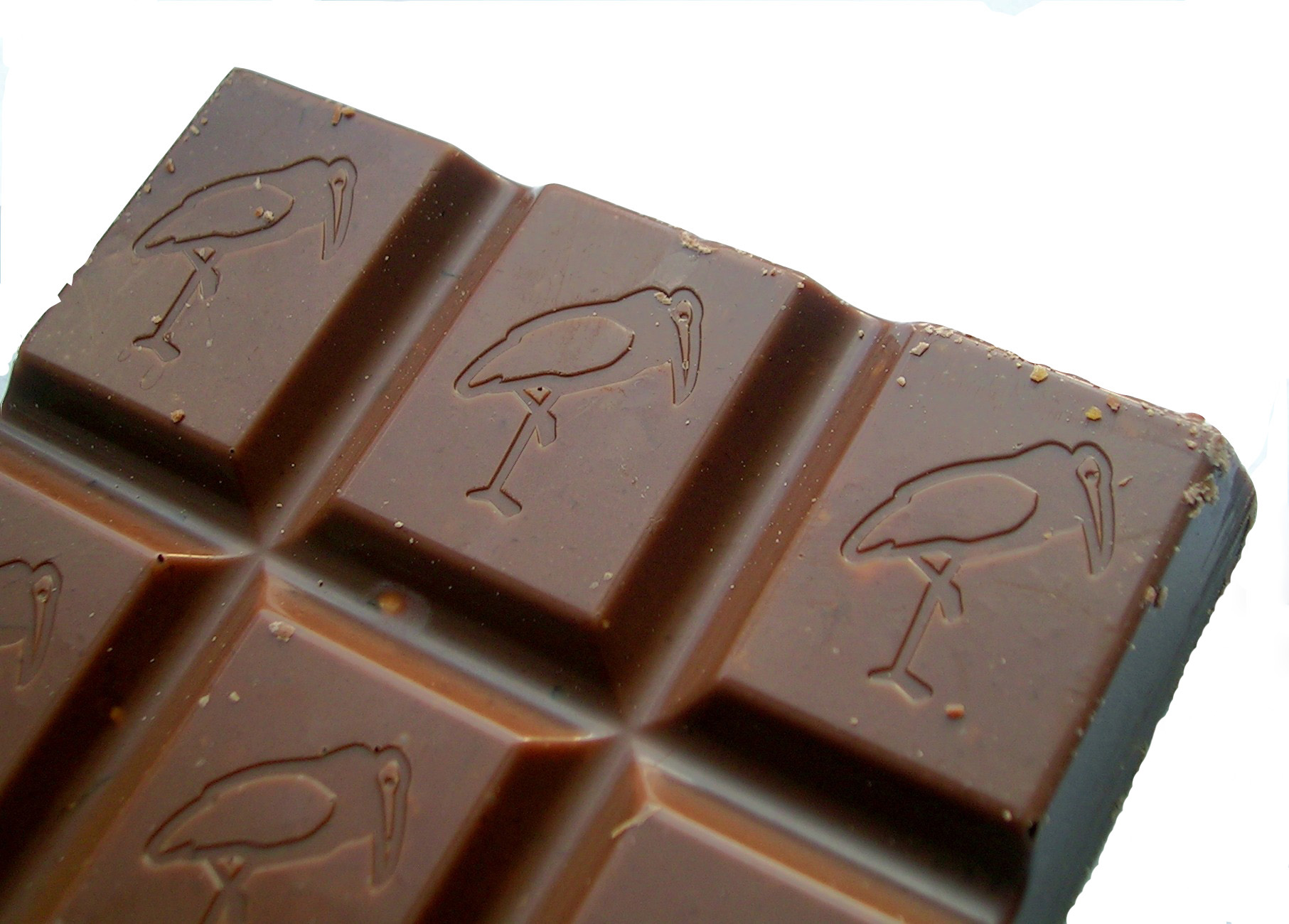
Tablette de chocolat.

La tablette constitue l'une des formes les plus répandues du chocolat solide, en particulier celui destiné aux ménages. Les formats couramment rencontrés sont les tablettes de 100 g à déguster, 200 g à cuisiner dont l'épaisseur des carrés est environ deux fois supérieure aux carrés à déguster (d’environ 5 g). Dans le segment haut de gamme, les tablettes de moins de 100 g sont aussi courantes. Le choix du poids est essentiellement une question de marketing.
Les règles relatives à la composition des tablettes de chocolat sont les mêmes pour l'ensemble des chocolats depuis la directive européenne 2000/36/CE, en 2000. Les multinationales y voient un avantage, du fait de l'autorisation à hauteur de 5 % de matières grasses végétales autre que le beurre de cacao, dans les produits chocolatés, leur permettant de faire des économies sur leurs coûts de production.

#### Confiseries et préparations
On appelle « bonbons de chocolat » des bonbons d'une dizaine de grammes composés d'une base de chocolat. Parmi ceux-ci figurent les pralines, les dragées, les pralinés (à base de fruits secs) et les ganaches (émulsion fondante souvent à base de crème fraîche) et les bonbons enrobés dont l'intérieur peut être fourré. Ces pâtes qui constituent les intérieurs sont en général préalablement découpées à l'aide d'une guitare, qui leur donne une forme de base carrée ou rectangulaire. Pour fabriquer une dragée, le chocolatier met en rotation dans la turbine un noyau solide (comme un fruit sec) et ajoute progressivement du chocolat liquide qui enrobe ce noyau. Cette dernière opération s'appelle « charger en chocolat ». Quand le poids de chocolat est atteint, on réalise un enrobage avec du sucre ou du glucose pour constituer une croûte cassante, et un agent brillant ou un glaçage peut-être ajouté.

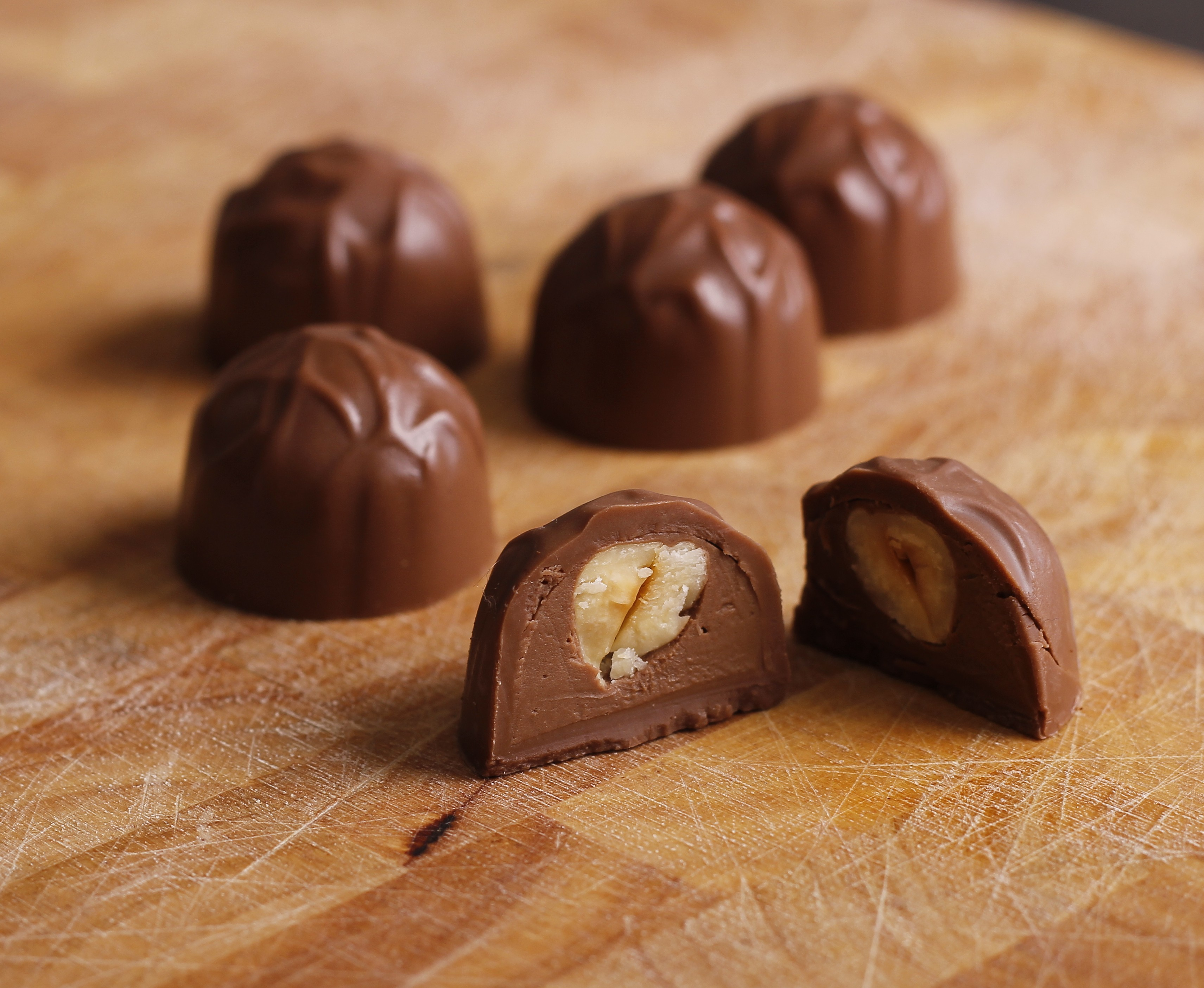
Pralines.
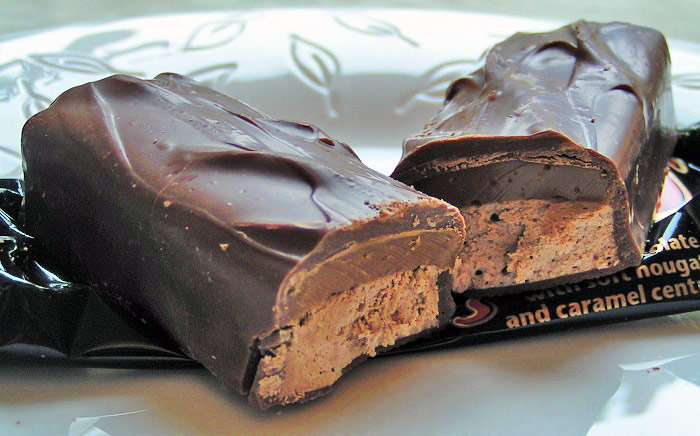
Barre chocolatée.
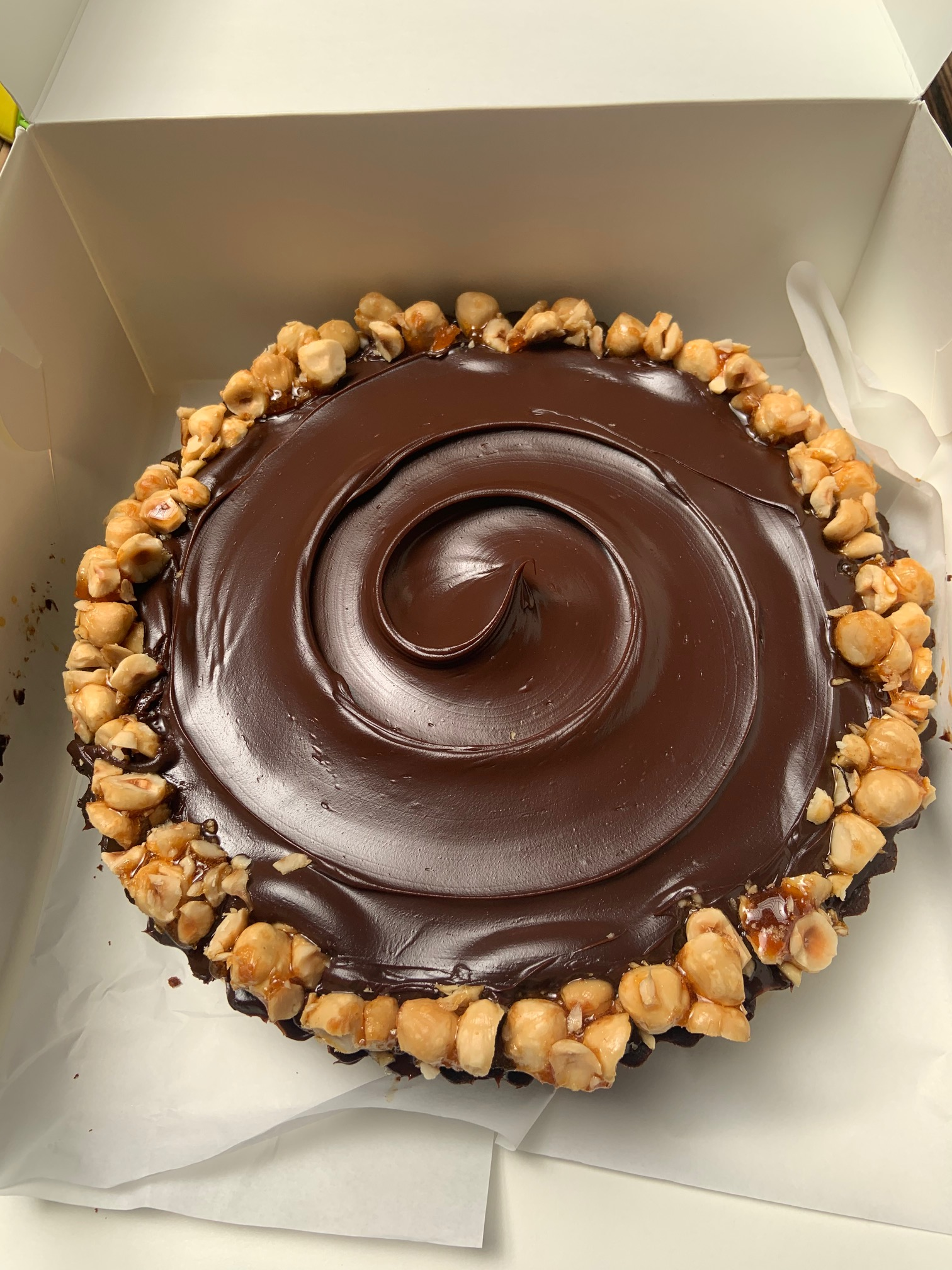
Ganache au chocolat.
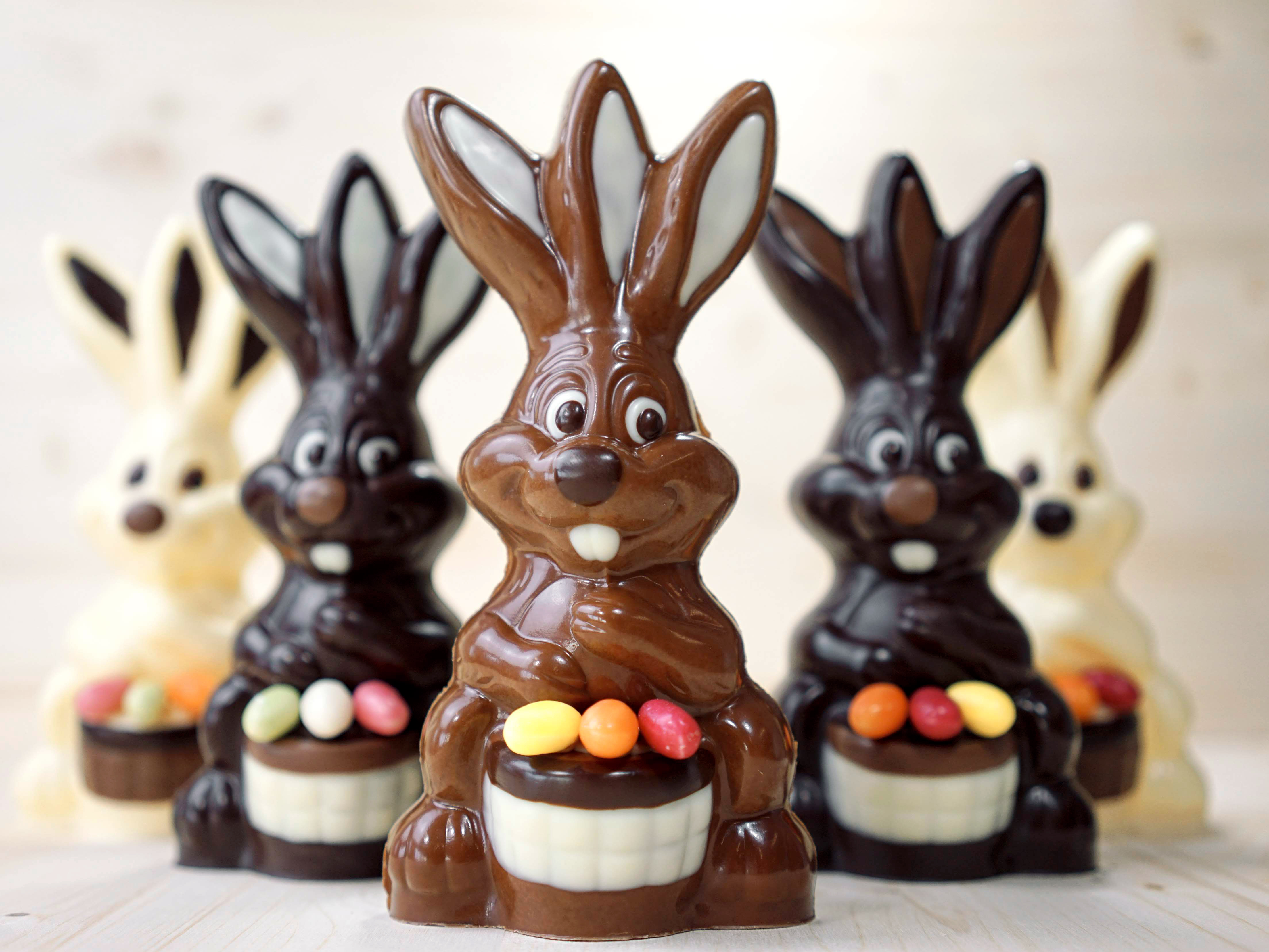
Lapins en chocolat.
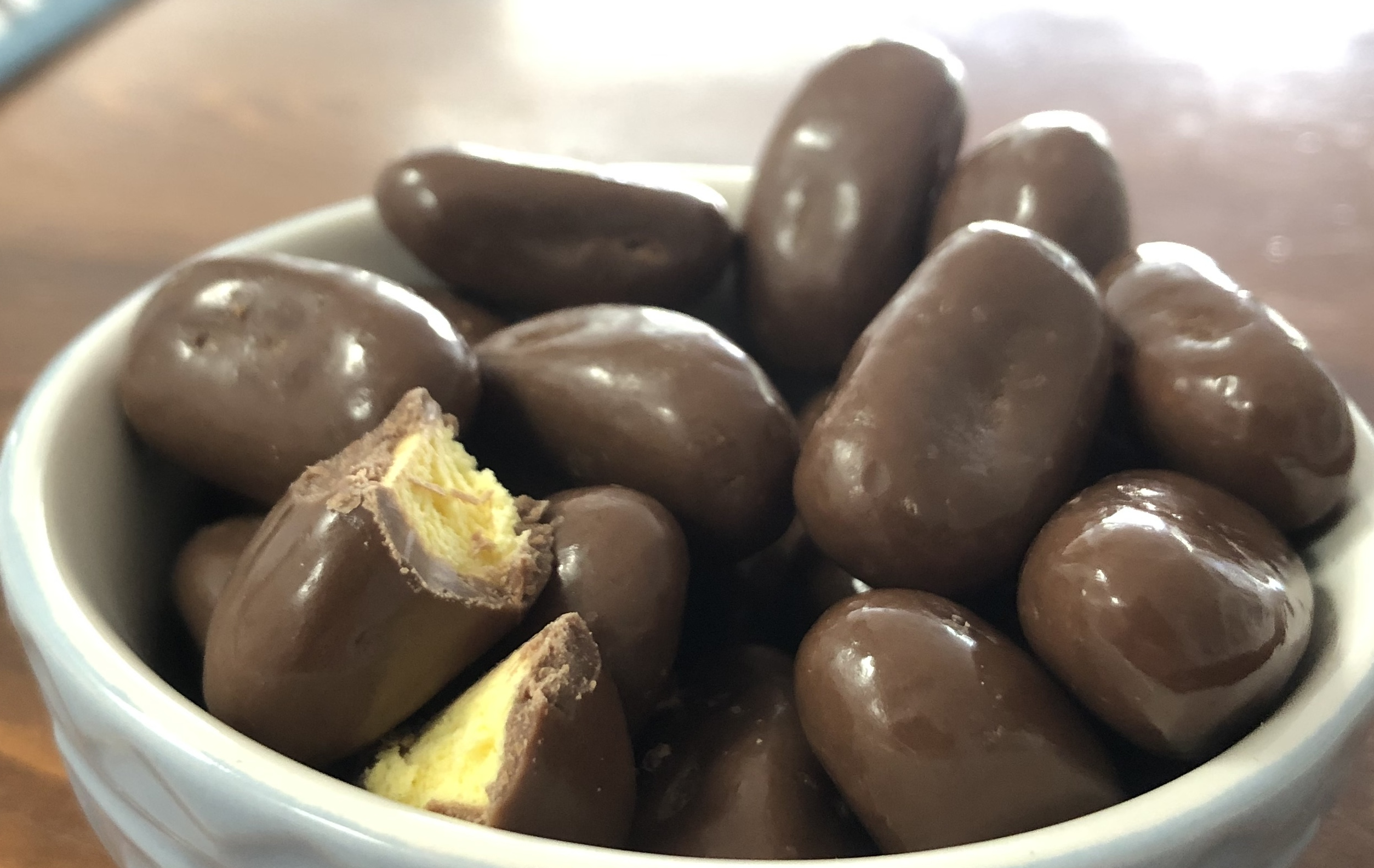
Dragées fourrées.

Le chocolat peut être consommé sous forme de barre chocolatée qu'on appelle « bouchée », selon le fourrage et la forme. Il existe bien d'autres formes de confiseries, telles que les sucettes et pièces en chocolat ou les moulages de fêtes (Pères Noël, poules, œufs et lapins, etc.). Le chocolat est utilisé dans la fabrication de nombreux autres produits tels que la ganache, le gianduja ou le praliné, qui composent souvent le fourrage des bonbons de chocolat et des truffes. La pâte à tartiner à base de chocolat et de noisettes est aussi un produit très populaire en Occident.
Le chocolat chaud consommé depuis le XXe siècle est généralement composé de chocolat en poudre déjà sucré (ou du cacao en poudre non sucré) préparé en usine : le consommateur ajoute simplement du lait chaud sur cette poudre.

#### Sculpture

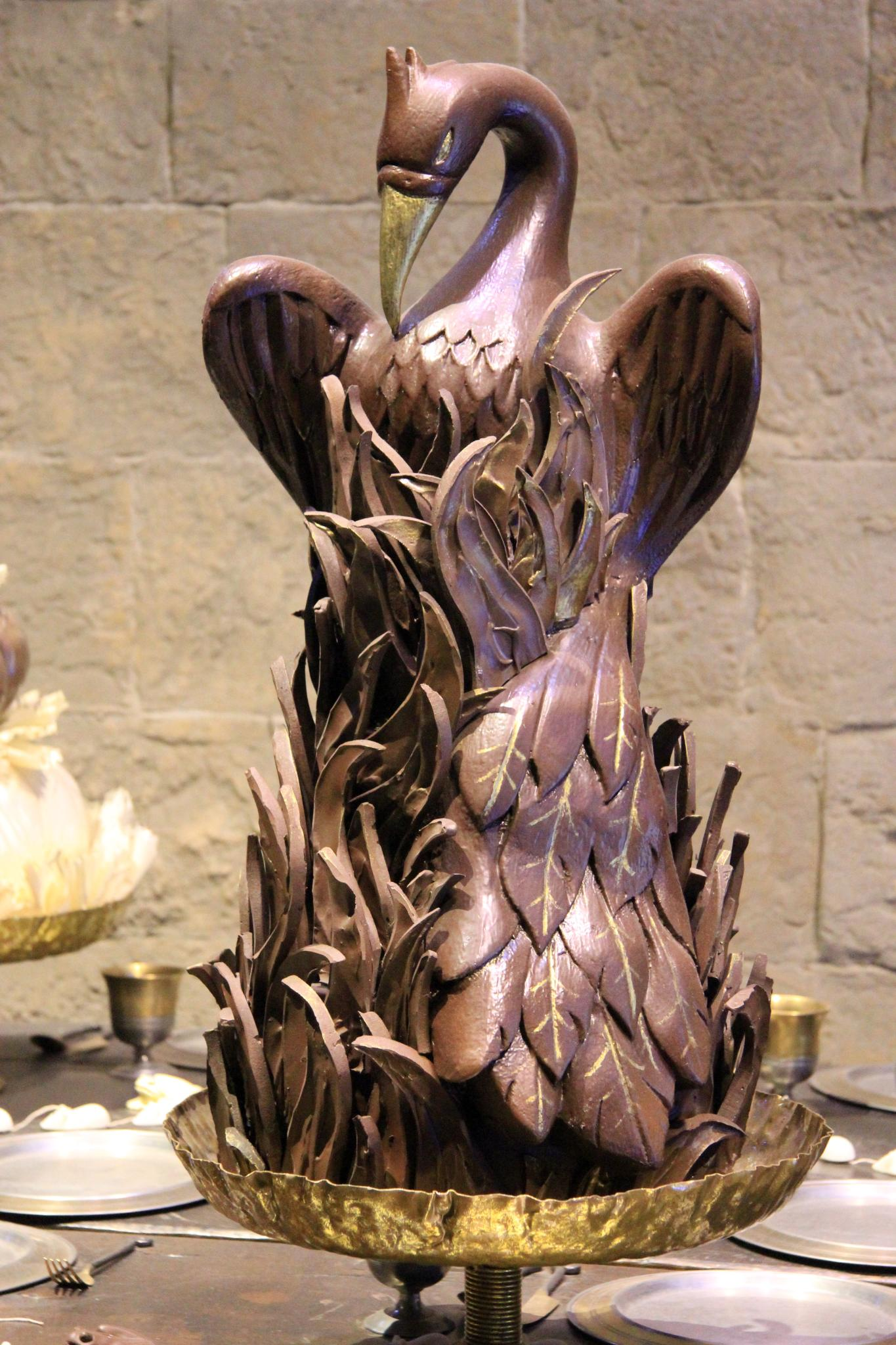
Sculpture en chocolat.

De nombreux chocolatiers présentent leur talent en réalisant des sculptures. La réalisation de la plus belle sculpture ou « pièce en chocolat » est à la base de tout concours : une réalisation en chocolat avec un thème imposé, dans un délai imparti et parfois avec les matériaux imposés, en particulier dans le cas de concours parrainés par un fabricant.
La chocolaterie (comprenant la réalisation de sculpture en chocolat) est une des disciplines du concours du meilleur ouvrier de France.

## Aspects socio-économiques

### Commerce mondial

#### Industrialisation
Environ 95 % du chocolat produit dans le monde l'est à l'échelle industrielle, dans de grandes entreprises internationales, qui se fournissent en très grandes quantités de fèves dans des pays comme la Côte d'Ivoire ou le Ghana, où le cacao est cultivé davantage pour son haut rendement que pour sa qualité et son goût. Ces entreprises qui dominent le marché mondial fabriquent également du chocolat de couverture qu'elles vendent aux confiseries, aux chocolateries et aux pâtisseries : c'est le cas du géant belgo-suisse Barry Callebaut, reconnu « numéro un mondial du chocolat industriel » en 2013, qui réalise à lui seul 40 % des ventes mondiales de chocolat. Ils servent essentiellement d'autres industries qui revendent le chocolat sous leurs propres marques une fois qu'elles l'ont transformé dans leurs usines.
Chaque année, le magazine Candy Industries, sur lequel se base l'International Cocoa Organization, dresse la liste des plus gros fabricants de confiseries et produits chocolatés au monde selon leur chiffre d'affaires. En 2018, les dix plus gros fabricants de chocolats sont les suivants :
1. Ferrero : 13 566 000 $

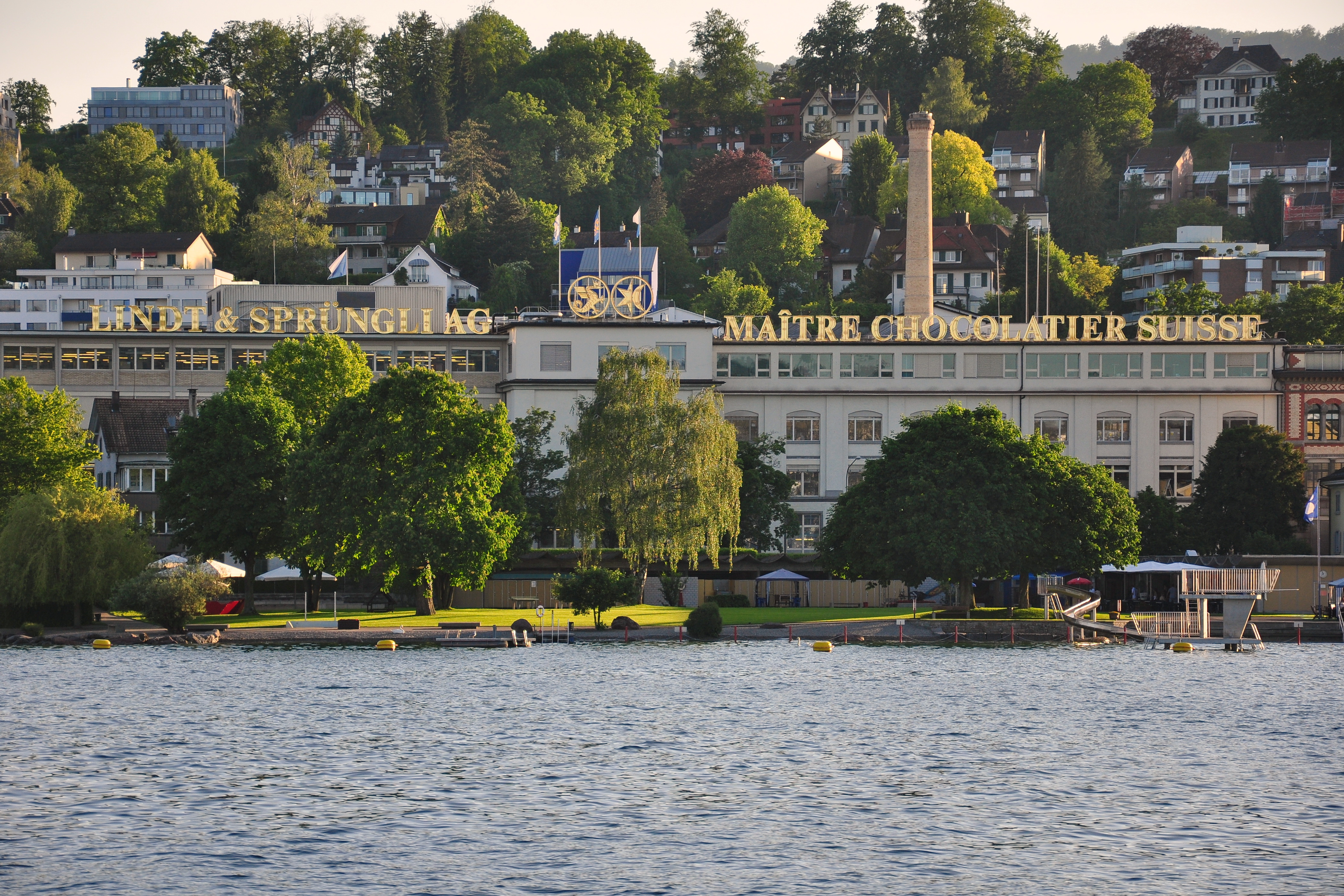
Enseigne de Lindt & Sprüngli à Zurich.

2. Mondelez International (Kraft Foods) : 11 467 000 $
3. Meiji Co : 10 075 000 $
4. Hershey's : 8 066 000 $
5. Nestlé : 7 636 000 $
6. Lindt & Sprüngli (fabrique en Suisse) : 4 574 000 $
7. Pladis : 4 655 000 $
8. Lindt & Sprüngli (international) : 4 331 000 $
9. Ezaki Glico : 3 311 000 $

Les trois premières entreprises américaines regroupent à elles seules près de la moitié du chiffre d'affaires total des dix plus gros fabricants du monde, avec 39,5 milliards de dollars américains.
En 2013, le groupe Cémoi est le premier fabricant français de confiseries et produits chocolatés, se classant à la 26e place mondiale. Avec ses 14 usines et 3 000 employés, il réalise un chiffre d'affaires de 585 millions de dollars en 2013.

#### Circuit du commerce du cacao: déséquilibres et solutions

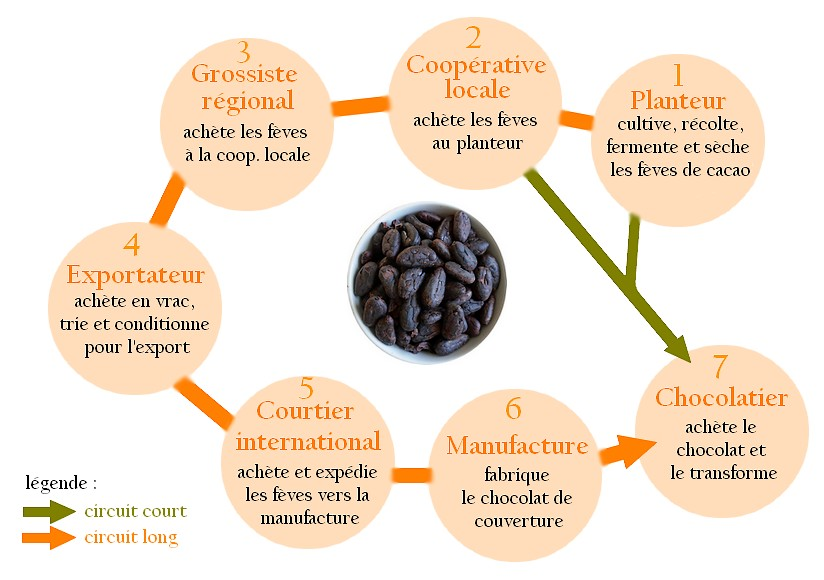
Circuit du commerce du cacao.

Le commerce mondial du cacao passe par de nombreux intermédiaires avant d'arriver dans les grandes chocolateries et une grande partie du prix du chocolat est absorbée par ces intervenants : le plus souvent, les cultivateurs ne perçoivent qu'une faible part sur le prix d'achat final. Le schéma ci-dessous présente le circuit long (celui du commerce mondial : le plus répandu) et le circuit court (celui de la vente directe, préférée par certains artisans chocolatiers).
Les chocolatiers ont la possibilité de réduire le circuit en ayant recours à la vente directe, c'est-à-dire en achetant plus cher leurs fèves directement auprès des planteurs, ou des coopératives locales qui pourront les leur expédier directement. Ce système garantit aux planteurs une rémunération plus juste et permet aux chocolatiers d'obtenir des fèves de meilleure qualité. C'est également la seule possibilité de connaître précisément l'origine du cacao.

##### Controverses autour des conditions de travail

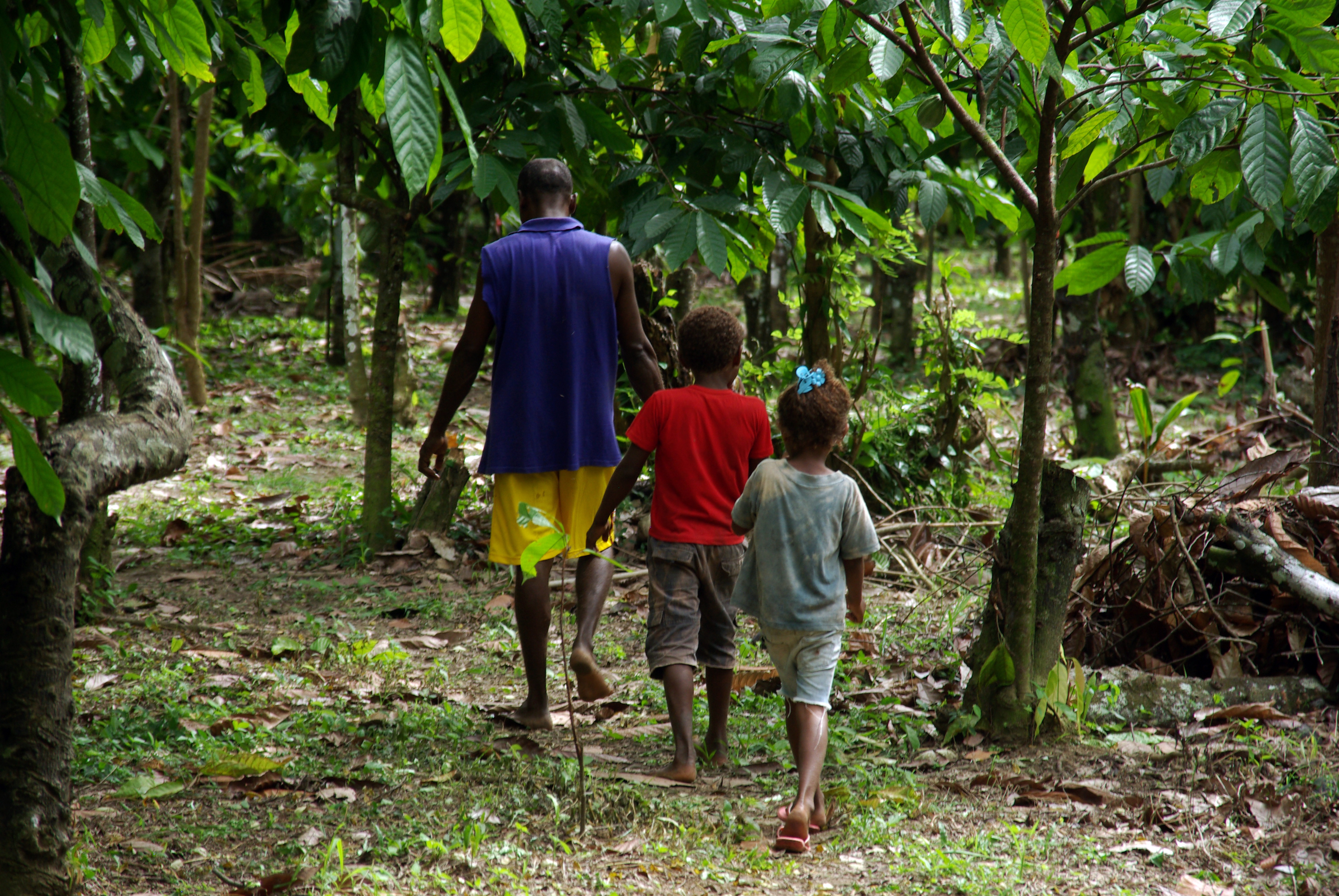
Une famille de cultivateurs.

Le cacao utilisé par la plupart des grandes industries est souvent cultivé par des travailleurs sous le seuil de la pauvreté, voire par des enfants esclaves. Pour lutter contre l'utilisation d'esclave dans la production de cacao, un accord international, le protocole sur la culture et le traitement des fèves de cacao, a été signé en 2001. Dix ans plus tard, 1,8 million d'enfants étaient toujours exploités au Ghana et en Côte d'Ivoire, souvent affectés à des travaux dangereux.
Le film documentaire The Dark Side of Chocolate (en), réalisé par Miki Mistrati et U. Roberto Romano en 2010, aborde l'exploitation et le commerce d'enfants esclaves africains pour récolter du chocolat, près de dix ans après que l'industrie du cacao s'est engagée à y mettre fin.
En 2019, 6 milliards de dollars reviennent aux cultivateurs sur les 100 milliards du marché mondial du chocolat. La même année, les deux premiers producteurs mondiaux, le Ghana et la Côte d'Ivoire, décident de suspendre la vente des récoltes de 2020 et 2021 pour vendre par la suite le cacao à au moins 2 600 dollars par tonne, ceci dans l'objectif de mieux rémunérer les cultivateurs.

##### Commerce équitable et traçabilité
Le cacao certifié « commerce équitable » représente seulement 0,5 % du marché mondial. Des organisations comme Fairtrade proposent notamment des prix plus justes aux cultivateurs (10 % de plus par le biais des coopératives locales ainsi qu'une prime de 150 $ américains) afin d'améliorer leurs conditions de travail. Les cultivateurs doivent au préalable s'acquitter d'une redevance pour être certifiés. L'inconvénient de ce type de commerce réside dans le fait que les entreprises peuvent acheter des fèves non certifiées dès lors qu'elles achètent la même quantité de fèves certifiées (certains produits peuvent donc être étiquetés à tort « commerce équitable »).
Une exigence croissante de traçabilité des fèves et des chocolats se manifeste. Cette traçabilité appliquée s'appuie sur des analyses chimiques (qui renseignent aussi sur la teneur en éventuels contaminants comme les métalloïdes, métaux lourds et résidus de pesticides), biomoléculaires et isotopiques. Elle permet de justifier les différences de prix des produits et de détecter les fèves ou chocolats « falsifiés ». Ces analyses peuvent aussi contribuer à la sélection et l'amélioration végétale des cacaoyers, à leur choix en fonction des conditions édaphiques et à des choix judicieux de modes culturaux.

##### Appellations
L'organisme mondial du commerce du cacao (International Cocoa Organization ou ICCO) a mis en place depuis 1994 une liste des pays producteurs de cacaos fins ou cacaos à saveurs remarquables par leur arôme et leur couleur.
En France, l'Institut national de l'origine et de la qualité classifie les chocolats de qualité de la manière suivante :
- Les « chocolats d'origine » doivent être produits à partir de cacao provenant d'un seul pays ;
- Les « chocolats de crus » sont issus de cacao d'une région géographique identifiée, voire d'une plantation unique ;
- Les « chocolats grands crus » caractérisent les chocolats dont le cacao a un caractère particulier identifiable de façon unique ce qui justifie un prix élevé.

Ces appellations ne reflètent pas complètement la diversité des cacaos, la qualité gustative pouvant varier d'une récolte à l'autre et en fonction du traitement post-récolte, qui est pratiqué dans la plantation ou au niveau des coopératives locales.

### Consommation mondiale

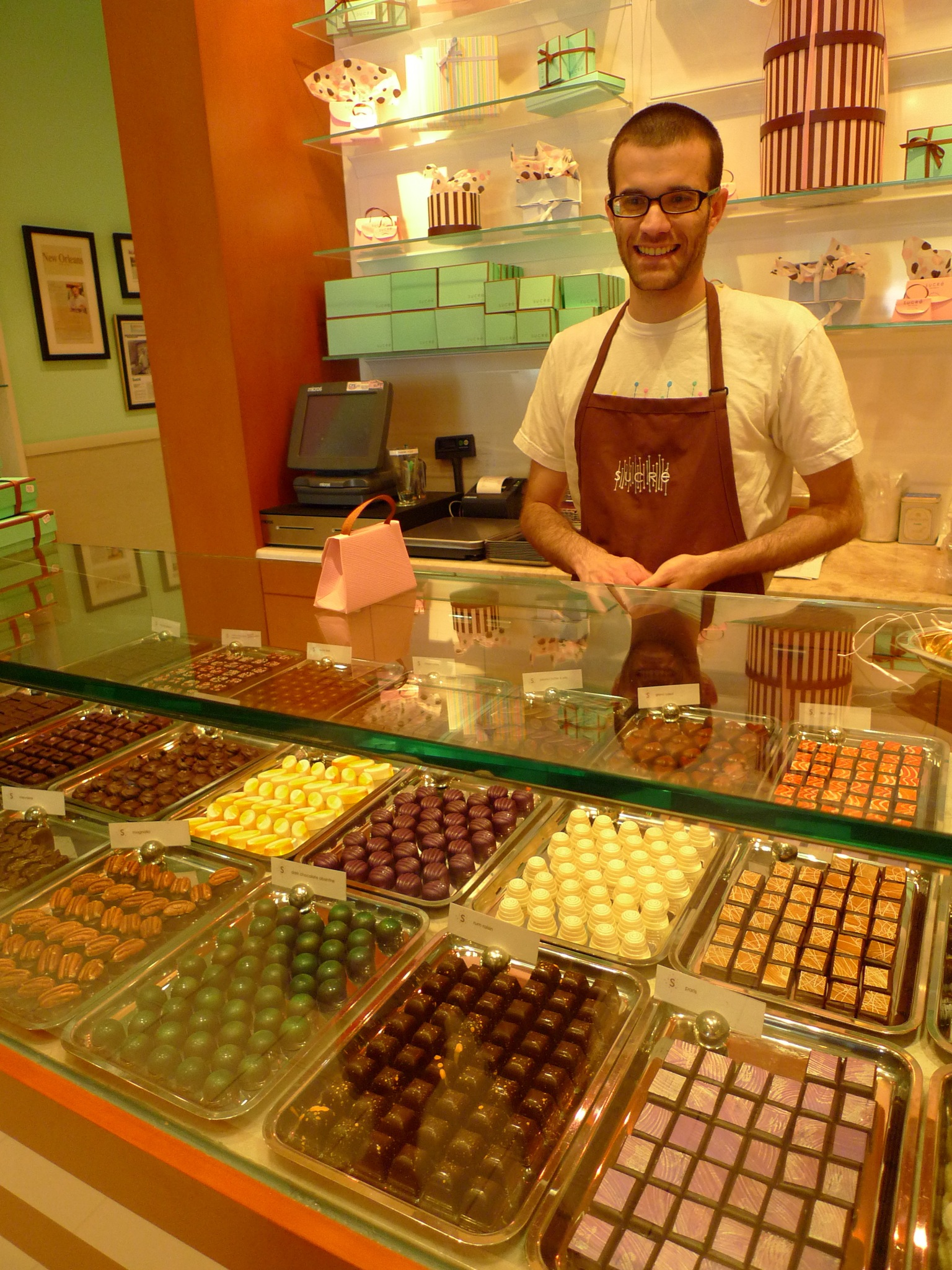
Vente de chocolats dans une boutique spécialisée.

La consommation de chocolat varie dans l'année avec deux pics de consommation à Noël (10.1 % des ventes en 2018) et à Pâques (4.4 % des ventes en 2018). De manière générale, trois grands facteurs influent sur la consommation de chocolat : les habitudes alimentaires, l'environnement économique et le climat. Au Japon, par exemple, les femmes offrent à leurs connaissances (collègues, famille) des chocolats à l'occasion de la Saint-Valentin. La consommation mondiale en 2003-2004 de cacao contenu dans tous les produits de chocolat a été d'environ 0,57 kg/personne ou 1,03 kg/personne, si l'on exclut la Chine, l'Inde et l'Indonésie dont les grandes populations ont une influence disproportionnée sur les statistiques. Il existe toutefois de grandes variations régionales : la consommation moyenne par personne était d'environ 1,99 kg en Europe, 1,30 kg en Amérique, 0,12 kg en Asie/Océanie et 0,14 kg en Afrique.
En Europe, la consommation est plus forte dans les pays du Nord et alpins et plus faible dans les pays du Sud. Le premier pays consommateur est la Suisse (bien qu'une partie substantielle, estimée à 20 %, soit liée au tourisme) avec 10,05 kg par an et par habitant, suivi du Royaume-Uni, de l'Allemagne et de la Belgique. L'Espagne, le Portugal, la Slovénie et la Pologne (avec 840 g par an et par habitant) sont les plus faibles consommateurs. À titre de comparaison, la Chine consomme 120 g de chocolat par an et par habitant et les États-Unis 5,45 kg.

## Science

### Dégustation

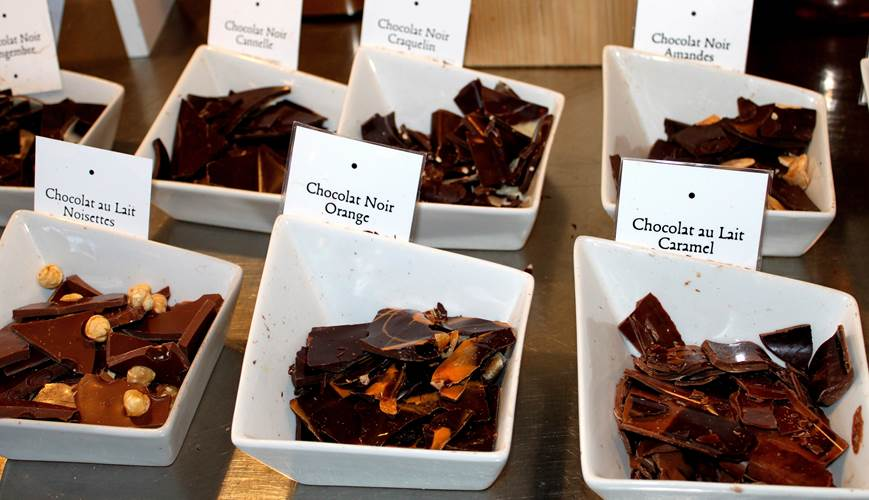
Dégustation de chocolats au Musée du chocolat de Bayonne.

Le chocolat se déguste à une température d'environ 20 °C. C'est un produit qui supporte mal les écarts de température, car ils provoquent sa fonte ou son blanchissement (dû à l'accumulation de sucre ou de beurre de cacao en surface). Il faut également le conserver à l'abri des odeurs en raison de sa forte teneur en graisses.
Le chocolat comporte, selon les sources, jusqu'à 500 molécules identifiées ou 300 composants. Les arômes sont liés à l'histoire et la transformation de la fève de cacao en cacao, puis en chocolat. En effet, les agents précurseurs des arômes se forment lors de la fermentation et le séchage de la fève de cacao,.
Sept critères sont pris en compte lors de la dégustation du chocolat :
- l'aspect du chocolat : sa couleur, ses éventuels défauts, sa brillance, son homogénéité ;
- la casse et la croque du chocolat, nette ou souple et les arômes qu'elle dégage ;
- les arômes : le nez du chocolat, ses odeurs et flaveurs, notamment par la rétro-olfaction ;
- la texture en bouche, lisse ou granuleuse, fondante, collante, pâteuse ;
- les saveurs : acidité, amertume, sucré, salé, umami, gras ;
- les sensations trigéminales (tactiles) : velouté en bouche, résultant de l'oxydation des tannins qui en a réduit l'astringence[212] ;
- la longueur en bouche comparable aux caudalies du vin.

### Composition chimique
Le chocolat est composé de :

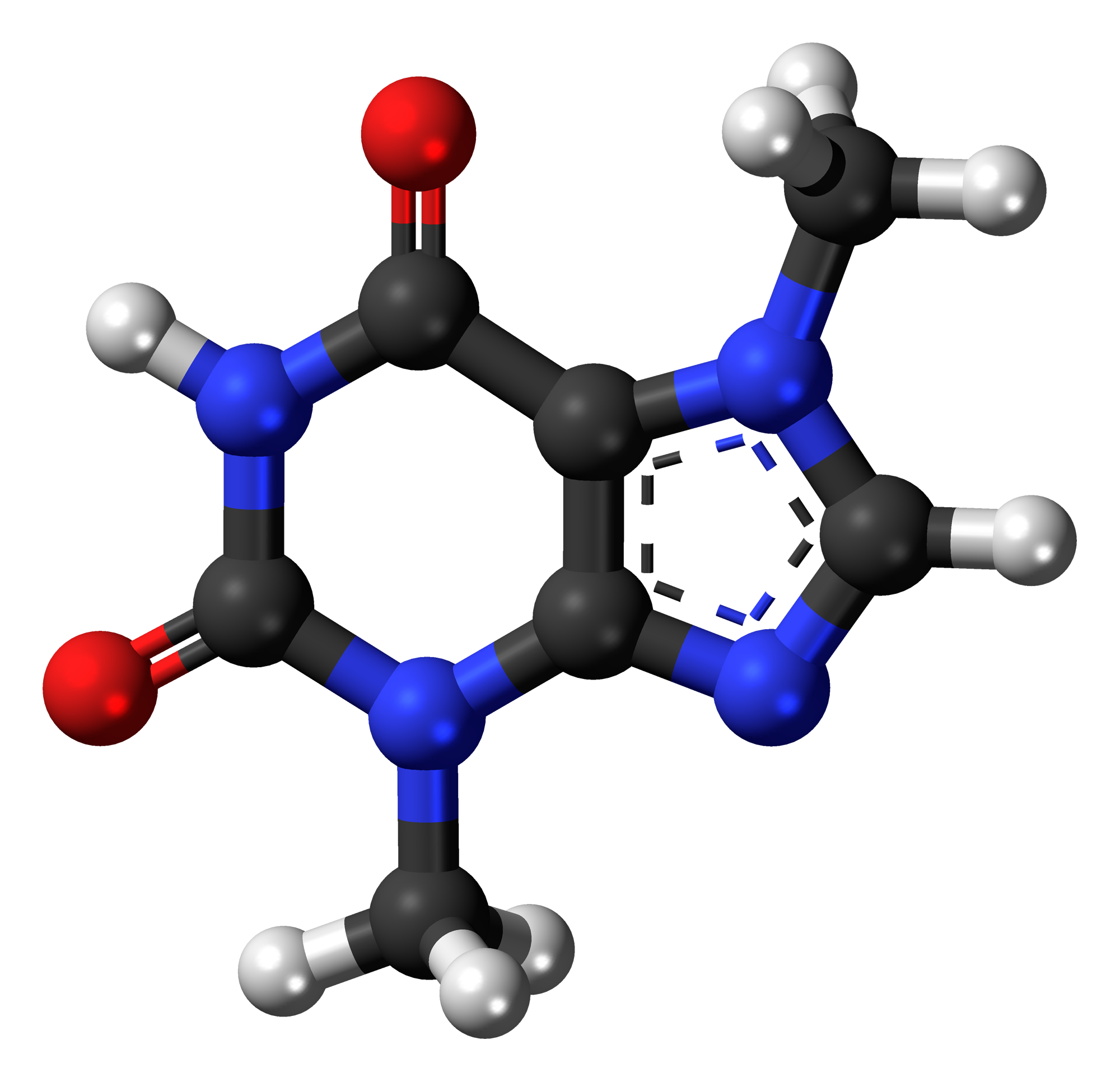
Molécule de théobromine.

- glucides, forte teneur en sucre dans sa composition ;
- lipides, en particulier l'acide stéarique dans le beurre de cacao ;
- théobromine (2–2,2 % du poids du cacao en poudre), alcaloïde amer de la famille des méthylxanthines (famille qui comprend aussi la caféine ou la théophylline), principal alcaloïde contenu dans le cacao et le chocolat[213] ;
- flavonoïdes (catéchine et épicatéchine) (cf. antioxydant) ;
- phényléthylamine (PEA), 0,4 à 6,6 microgramme par gramme de chocolat. C'est un alcaloïde endogène parfois décrit comme composé d'amour[214] qui est rapidement métabolisé par la monoamine oxydase-B et n'atteint pas le cerveau dans des quantités significatives ;
- vitamine A, B12, D, E[215] ;
- tryptophane[216], un des acides aminés essentiels, précurseur de la sérotonine ;
- caféine (0,6–0,8 %)[213],[217] ;
- et la théophylline, présente seulement en très petites quantités.

Le chocolat est un stimulant doux pour les humains, principalement en raison de la présence de théobromine. Il contient en outre du magnésium, du phosphore, du potassium et du fer ; 100 grammes de chocolat au lait fournissent un tiers des apports journaliers recommandés de magnésium.

### Structure, fusion et cristallisation
La matière grasse du chocolat est constituées de triglycérides (essentiellement POP, SOS et POS), des molécules comportant 16 à 18 atomes de carbone, longues de 2 nm et en forme de chaises. En phase liquide, elles sont isolées ou associées deux par deux tête-bêche, assise contre assise (4 nm, empilement « double ») ou dossier contre dossier (6 nm, empilement « triple »). À l'état solide, ces molécules (phase I) ou ces  empilements (phases II à VI) s'assemblent de différentes manières pour donner des cristaux différant par leur structure et par leur point de fusion (respectivement 17,3, 23,3, 25,5, 27,3, 33,8 et 36,3 °C).
La forme recherchée, pour des raisons pratiques et gastronomiques, est la forme V. Pour obtenir un chocolat brillant, cassant et qui se démoule bien, les artisans appliquent une procédure, le tempérage, qui consiste à fondre le chocolat à 45 °C, le refroidir rapidement à 27 °C, le réchauffer à 31,5 °C puis à garnir les moules.

### Conservation et phénomène de blanchiment
Le chocolat peut fondre lors d'épisodes de températures supérieures à 30 °C.
Il existe deux types de blanchiment. Le blanchiment gras est dû à une décristallisation qui fait ressortir en surface une fine couche de matière grasse. Cette décristallisation se produit lors de variations brutales de température ou lorsque le chocolat vieillit,. Le blanchiment gras peut aussi provenir d'une sudation du fourrage. La graisse d'un fruit confit ou d'un praliné peut migrer vers la surface du chocolat. Pour éviter cette migration, les chocolatiers font un double enrobage. Une tablette de chocolat blanchie peut dans une certaine mesure être refondue pour être consommée quand même. En effet, en théorie les cycles de cristallisation du chocolat sont infinis.
Le second type de blanchiment, dit « sucrier », est une cristallisation du sucre en surface, le plus souvent à cause de l'humidité.
Afin d'éviter ces désagréments, le chocolat doit être stocké à une température constante d'environ 16 °C et ne pas dépasser 19 °C et un taux d'humidité de 65 %.
Une armoire à chocolat permet de mieux contrôler ces éléments.

### Effets sur la santé
Le chocolat contient une grande quantité de substances chimiques antioxydantes (flavonoïdes, de la famille des polyphénols ou « tanins ») découvertes dans les fèves de cacao et la poudre de cacao qui seraient à l'origine de ses qualités. Ces substances possèdent de nombreuses propriétés. Le chocolat diminue la mortalité globale d'environ 10 %.

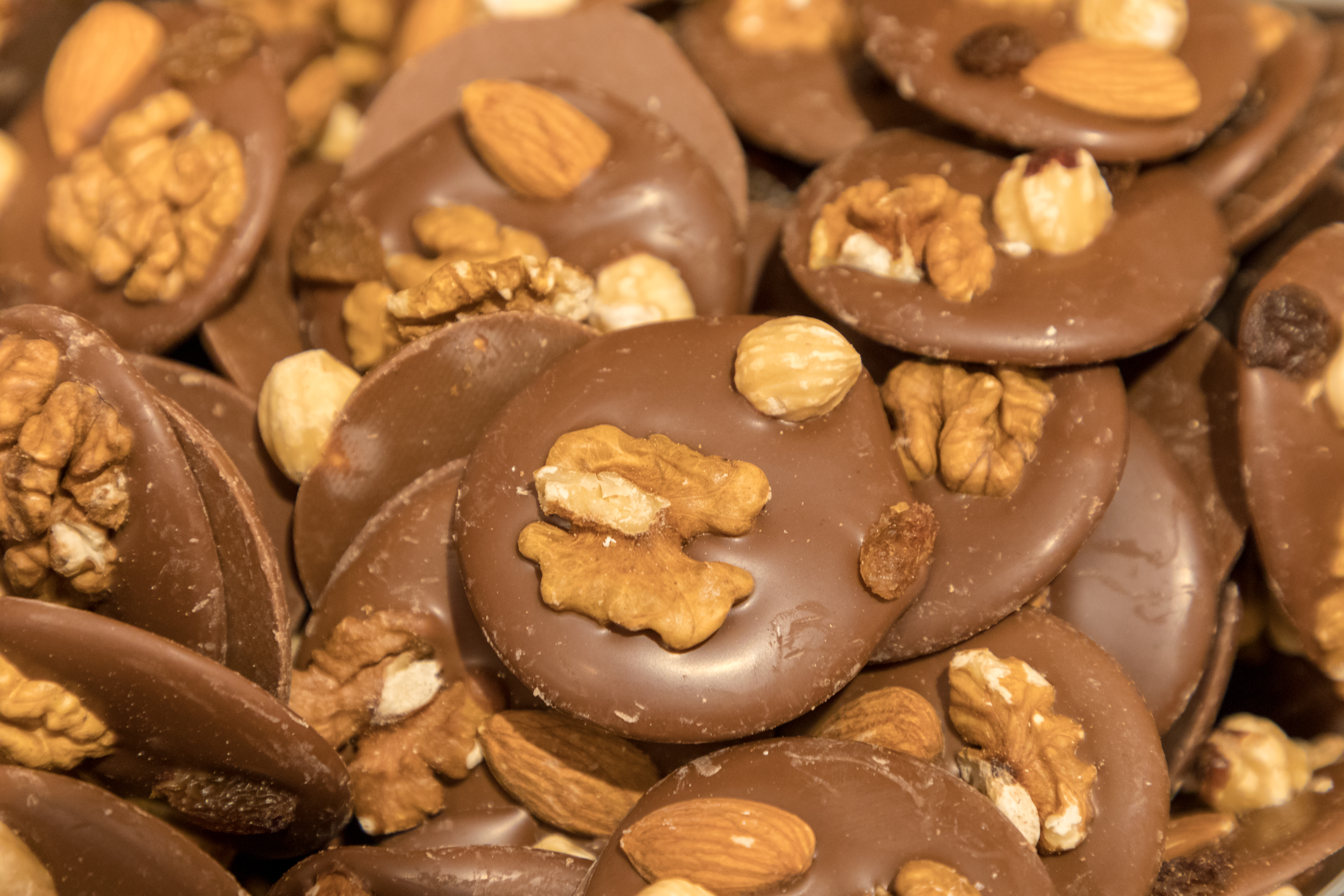
Mendiants.

Manger régulièrement du chocolat noir en quantités modérées peut avoir des effets positifs sur la santé ; le cacao ou le chocolat noir, en particulier, sont bénéfiques pour le système circulatoire. D'autres effets bénéfiques ont été suggérés, tels qu'un effet anticancer, nootropique (stimulation cérébrale), de prévention de la toux ou antidiarrhéique. Le chocolat est par ailleurs réputé aphrodisiaque, mais cet effet n'a jamais été prouvé. Le « chocolat cru » est considéré avoir des effets encore plus bénéfiques par les crudivores car il permet de conserver les saveurs et les nutriments originels (vitamines, minéraux) altérés lors de la torréfaction. Ce type de chocolat était mangé jusqu'à l'époque d’Anne d'Autriche qui privilégia la torréfaction développant les arômes typiques de cacao.
D'un autre côté, la consommation excessive d'aliments riches en énergie, tel que le chocolat, est suspectée d'augmenter le risque d'obésité sans une augmentation correspondante de l'activité. Le chocolat brut est riche en beurre de cacao, une graisse qui est enlevée durant le raffinage du chocolat, puis ré-ajoutée en proportion variable lors de la fabrication. Les fabricants peuvent également ajouter d'autres graisses, des sucres et du lait, qui augmentent le contenu calorique du chocolat. Il existe également une préoccupation quant à un léger empoisonnement au plomb pour certains types de chocolat et quant à certaines teneurs en cadmium et/ou nickel,.
En outre, le chocolat contient de la caféine (en quantité minime) et de la théobromine, deux composés qui agissent comme des stimulants et peuvent avoir des effets sur le système nerveux central. Le dosage en théobromine dans le chocolat est néanmoins suffisamment faible pour ne provoquer aucun effet néfaste sur l’organisme, sauf en cas de consommation excessive. Le chocolat noir, même s'il est plus pauvre en calcium et en phosphore que le chocolat au lait ou le chocolat blanc, est reconnu comme étant le plus bénéfique pour la santé.

## Dans la fiction
Il existe un très grand nombre d'œuvres de fiction évoquant le chocolat, mais seules quelques-unes d'entre elles ont le chocolat (ou le cacao) pour thème principal ou comme univers principal du récit.

### Littérature

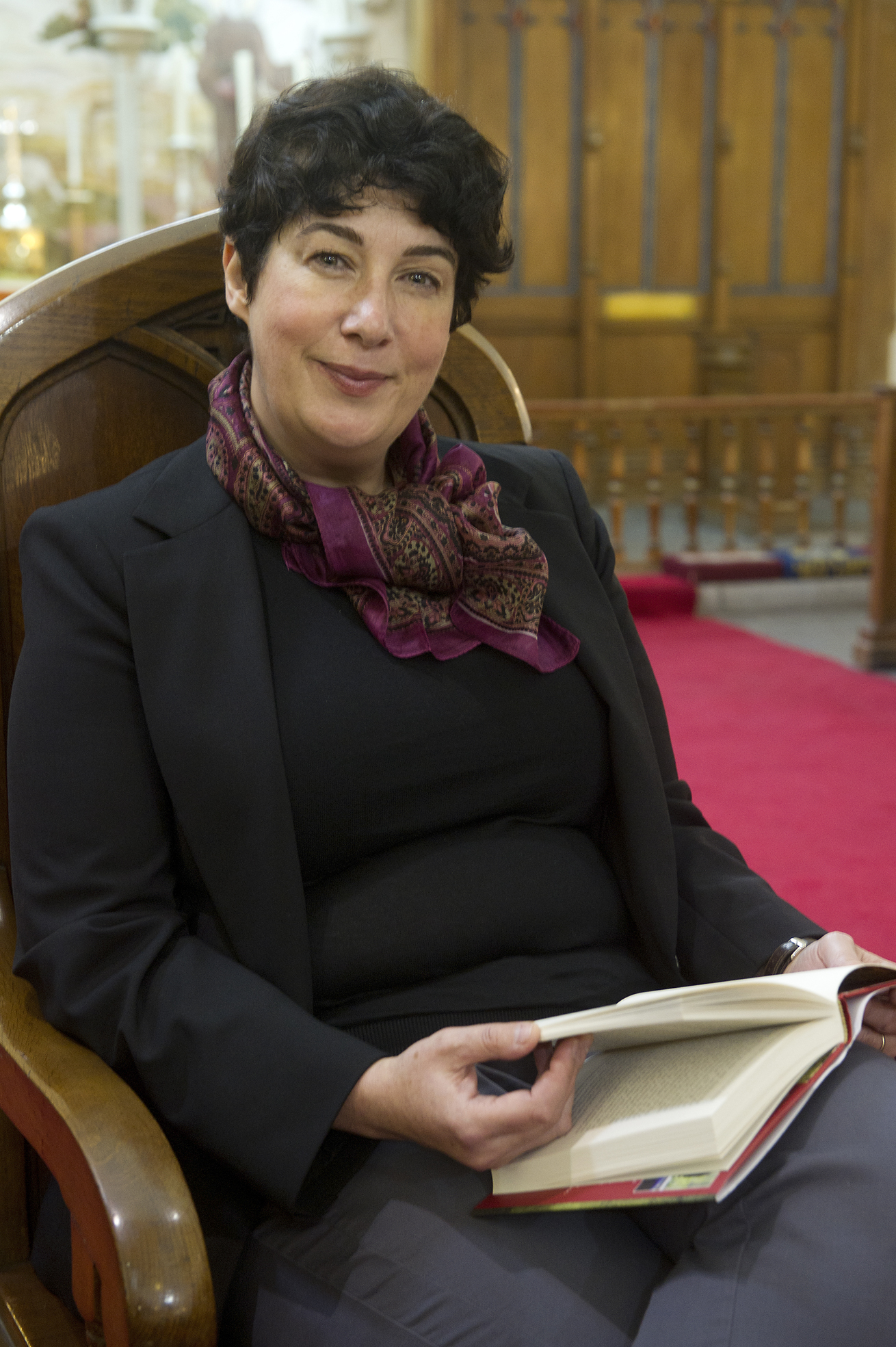
Joanne Harris a écrit son roman Chocolat en 1999 (adapté l'année suivante au cinéma).

#### Cacao
Cacao est un roman court écrit par Jorge Amado en 1933 (publié en français en 1955). Il évoque les conditions de vie et de travail difficiles des cultivateurs au sein d'une plantation de cacao au sud de Bahia, au Brésil, et suit notamment le quotidien de Sergipano, un jeune homme « loué » par un exploitant.

#### Charlie et la Chocolaterie
Charlie et la Chocolaterie est un roman pour enfants écrit par Roald Dahl et publié en 1964. Il raconte les aventures du jeune Charlie Bucket dans la prestigieuse chocolaterie de l'excentrique Willy Wonka. Après avoir trouvé l'un des cinq tickets d'or dissimulés parmi les emballages des tablettes de chocolat Wonka, cinq enfants — dont Charlie — gagnent le droit de visiter la chocolaterie.

#### Chocolat
Chocolat est un roman écrit par Joanne Harris et publié en 1999. Il raconte l'installation de Vianne Rocher et de sa fille Anouk dans un petit village du Sud-Ouest de la France, profondément ancré dans les traditions. Elles rénovent une petite boutique pour ouvrir une chocolaterie artisanale.

### Cinéma
- 1971 : Charlie et la Chocolaterie de Mel Stuart, avec Gene Wilder et Peter Ostrum, adapté du roman éponyme de Roald Dahl ;
- 2000 : Le Chocolat de Lasse Hallström, avec Juliette Binoche et Johnny Depp, adapté du roman Chocolat de Joanne Harris ;
- 2005 : Charlie et la Chocolaterie de Tim Burton, avec Johnny Depp et Freddie Highmore, adapté du roman éponyme de Roald Dahl ;
- 2010 : Les Émotifs anonymes de Jean-Pierre Améris, avec Isabelle Carré et Benoît Poelvoorde. Le film met en scène deux personnages extrêmement timides animés d'une passion commune pour la fabrication des chocolats ;
- 2023 : Wonka de Paul King, avec Timothée Chalamet. Le film est une préquelle de Charlie et la Chocolaterie et raconte la jeunesse du chocolatier Willy Wonka[245].